# Nicolas Dalayrac
Vous lisez un « article de qualité » labellisé en 2014.
Ne doit pas être confondu avec Raimon d'Alayrac.
Œuvres principales
Nina ou la Folle par amour (1786)
Les Deux Petits Savoyards (1789)
Camille ou le Souterrain (1791)
Léon ou le Château de Monténéro (1798)
Nicolas Dalayrac est un compositeur français né le 8 juin 1753 à Muret et mort le 27 novembre 1809 à Paris.
Destiné à une carrière militaire, il fréquente de nombreux musiciens dans les salons parisiens, ce qui va décider de sa vocation. Ce n’est toutefois qu’assez tardivement, vers l’âge de trente ans, qu’il produit devant le public son premier opéra-comique.
Parmi ses œuvres les plus populaires : Nina ou la Folle par amour (1786) qui aborde le thème de la folie et suscite un véritable enthousiasme lors de sa création, Les Deux Petits Savoyards (1789) qui traite du rapprochement des classes sociales, thème porteur des idéaux de la Révolution française, Camille ou le Souterrain (1791) jugé par certains comme sa meilleure production ou encore Léon ou le Château de Monténéro (1798) qui par ses leitmotive annonce un genre nouveau. S'il se forge une renommée internationale, il reste néanmoins moins connu dans le domaine lyrique qu'André Grétry. Il est également apprécié pour ses romances.
Par ailleurs, il participe activement à l'élaboration du droit d'auteur. Initié en franc-maçonnerie, il est  membre de la loge des Neuf Sœurs.

## Biographie

### Enfance et jeunesse

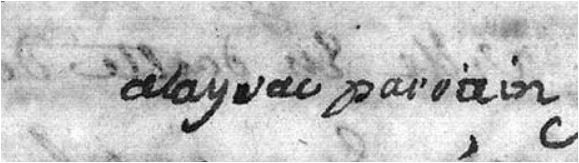
« Alayrac parrain », signature du futur compositeur, âgé de huit ans.

Nicolas Dalayrac est né le 8 juin 1753 à Muret, puis il est baptisé cinq jours plus tard à la paroisse Saint-Jacques, Nicolas Alayrac est l'aîné de cinq enfants. Il contractera au début de la période révolutionnaire son nom de compositeur d’Alayrac en Dalayrac afin que ce patronyme, déjà populaire, ne devienne pas méconnaissable, la loi du moment obligeant à supprimer la particule,. Destiné à une carrière d’avocat par son père, subdélégué du Comminges, il termine rapidement le premier cycle dans un collège de Toulouse. À sa demande son père lui donne un maître de violon à l'âge de quatorze ans. Cette rencontre avec le monde musical décide de son destin ; son intérêt trop vif pour l’instrument fait craindre à l'autorité paternelle qu’il ne se détourne de ses études de droit : le professeur est congédié. Malgré tout, ce penchant irrésistible pour la musique demeure. La poétique légende raconte que, la journée, il étudie assidûment le droit et que, la nuit, de peur d’être entendu par son père, il s’isole sur le toit de la maison pour améliorer le maniement de son archet. Jusqu’au jour où son stratagème est découvert par le voisinage. Devant cette obstination et cet engouement, son père se voit obligé d’assouplir sa discipline, et permet ainsi à son rejeton de parfaire dans le même temps ses connaissances juridiques et musicales.
S’il achève son droit, Dalayrac n’a pas l’esprit à exercer cette profession. Il est dit médiocre avocat et son père le place finalement, en 1774, dans la 2e compagnie des « gardes du corps de monsieur le comte d'Artois » — dite compagnie de Crussol du nom de son Capitaine le bailli de Crussol —. Son père lui octroie une pension de vingt-cinq louis, auxquels s'ajoute sa solde de sept-cent-cinquante livres sachant que tous les gardes du corps ont le rang et les appointements de sous-lieutenant,. Caserné à Versailles, il se déplace aussi souvent que possible à Paris pour s’adonner à sa passion pour la musique. Il fréquente les salons où règne le monde musical et il assiste souvent aux représentations lyriques, où dominent alors Monsigny, Philidor et Grétry dont il recevra plus tard de précieux conseils. Ainsi, Grétry ne manque pas de rappeler : « Sans être mon élève, d'Alayrac est le seul artiste qui, avant d'entrer dans la carrière, a fréquenté longtemps mon cabinet ». Si Adolphe Adam décrit Dalayrac avec un visage ingrat : « sa figure, couturée par la petite vérole, n’avait rien d’attrayant au premier aspect. […] Il avait une de ces laideurs qu’on finit par trouver charmante, […] », il possède, en revanche, une physionomie avenante et douce qui attire la sympathie. Son intelligence et son enthousiasme lui permettent de se lier avec Saint-George et Langlé. Ce dernier réside à l'hôtel de Monaco près des Invalides, et, quel que soit le temps, Dalayrac qui est logé place Royale (devenue place des Vosges) se lève tous les jours tôt pour aller apprendre les premiers éléments de composition avec ce disciple de l'italien Leonardo Leo.

### Période d'activité
Les premières tentatives de composition de Dalayrac sont des pièces pour violon. C’est par ses quatuors à cordes qu’il se fait connaître, lorsqu’ils sont exécutés en première audition chez le baron Besenval. Le jeune homme les publie sous le pseudonyme d’un maître italien. Mais ils ont un succès assez vif pour l’encourager et le décider à abandonner la carrière militaire. En 1781, on donne à l’hôtel du baron Besenval qui les lui a commandées, « deux petites comédies de salon » : Le Petit Souper et Le Chevalier à la mode. Ces petites pièces « représentées en partie par les Comédiens-Italiens », dont les partitions sont aujourd’hui perdues, plaisent à la Reine qui ne dédaigne pas, pour assouvir sa passion du chant, se déplacer vers le beau monde. Ces deux œuvres considérées comme celles d'un amateur ne sont pas comprises dans les cinquante-six opéras du compositeur. Lui-même semble approuver cette analyse en écrivant : « En 1780, citoyen, je commençais comme compositeur de musique à travailler pour le théâtre de l’Opéra-Comique National (dit alors la Comédie-Italienne) et à lui consacrer mes travaux et mes veilles. En 1781, j’y donnais mon premier ouvrage sous le nom de L’Éclipse totale […] ». Dalayrac a composé « environ soixante opéra-comiques », autant d'ouvrages qu'il a vécu d’années de sa vie.
Le 26 septembre 1790, son père meurt et, un peu plus de six mois plus tard, sa mère suit son époux dans la tombe. Dalayrac aurait été le légataire universel de la fortune paternelle, mais il « abandonna à son frère la jouissance de la totalité de l’héritage de ses pères ».
Il épouse le 6 décembre 1792 Gilberte Pétronille Sallard,, alors âgée d'environ 23 ans, « jeune femme charmante et d'une rare beauté, intelligente et spirituelle quoique sans instruction » . Actrice, elle « s'était fait connaître au théâtre sous le nom d'Adeline ». Elle lui survivra dix ans mais le couple n'aura pas de descendance.
« Par acte notarié du 21 nivôse an II, Savalette s'est reconnu débiteur de trente-et-une-mille livres pour prêt, fait par Dalayrac. » Malheureusement Dalayrac indique que « le modique fruit de mes épargnes et de mes travaux m'a été ravi par la ruine et la faillite d'un ci-devant garde du trésor royal ». Il mènera donc un procès contre Savalette de Langes qui devra acquitter sa dette à hauteur de vingt-neuf-mille-soixante-dix livres,.
L'époque de la Terreur est celle d’arrestations et saisies inopinées. Dans ce contexte, il n’hésite pas à revendiquer son bien : « moi Dalayrac, musicien aussi, ai mis en dépôt chez le citoyen Potier de Lille, imprimeur, des planches d'étain à moi appartenantes et composant les partitions de douze opéras, et leurs parties séparées […]. L'arrestation imprévue du citoyen Pottier de Lille me met dans le cas, citoyens, de vous faire la présente déclaration et de vous prier d'en prendre une note sur le registre ainsi que de sa date, afin qu'elle puisse valoir, ce que besoin sera […]. Le 15 floréal an II […]. Aux Citoyens composant la Commission Révolutionnaire de la section Lepelletier. »
Le 8 juin 1794 (20 prairial an II), Dalayrac contribue à la fête de l’Être suprême. Ainsi, on rapporte que « le 19 au soir, dans toutes les sections, les plus grands musiciens du temps se sont rendus sur place accompagnés de choristes et d’instrumentistes : Méhul à la section des Tuileries, Catel à celle de Marat, Dalayrac à celle des Lombards… pour apprendre au public populaire, jeunes et vieux, les hymnes du lendemain ». Cette fête nationale a été voulue par Robespierre. Dans une atmosphère musicale omniprésente, ce grand rassemblement parti des Tuileries a gagné le Champ-de-la-Réunion (futur Champ-de-Mars). Le plus grand nombre a participé à la musique. On écrira : « Ce chant de la Marseillaise, le 8 juin 1794, méritait d’être proclamé le plus beau concert qu’aient entendu les hommes. »
Il tempère ce témoignage révolutionnaire en écrivant à un auteur : « pourquoi faut-il, mon cher Coupigni, que tu me prennes dans un moment où je viens de passer des nuits et où je m'occupe d'une pièce […]. Si ton ami peut attendre et que la pièce ne soit pas jouée tout de suite, je ne laisserai pas échapper cette occasion de te donner une légère marque de mon amitié. 11 brumaire an III. »
Le 28 avril 1798, par jugement du Tribunal civil de la Seine, Dalayrac acquiert moyennant vingt-neuf-mille francs des époux Wuy une propriété à Fontenay-sous-Bois. Il en fait sa maison de campagne. Les tours de Notre-Dame sont visibles de celle-ci. La propriété est limitée au sud par la « ruelle qui conduit aux champs », actuelle rue Boschot. La rue de Mauconseil-des-champs, future rue Dalayrac, traverse la propriété. Elle gêne l’accès au « clos des Bonhommes », verger de deux arpents qui fait partie du jardin. Après autorisation préfectorale du 3 février 1808, il fait creuser un souterrain permettant d’aller de la maison au clos. À son décès la maison est léguée à son épouse, conformément au contrat de mariage.

### Distinctions
Sa réputation s’établit : certaines de ses pièces sont jouées et appréciées fort loin en Europe ; la plupart de ses opéras sont traduits. En 1798, il est inscrit comme le vingt-deuxième membre à titre étranger de l’Académie royale de Stockholm,.
Également apprécié du Directoire, il est cité le 22 septembre 1798 parmi « des citoyens ayant bien mérité de la Patrie […] [comme] auteur de la musique des opéras Le Château de Montenero et Les Deux Prisonniers. »
Il est admis dans l'ordre récemment créé de la Légion d'honneur le 17 juillet 1804. Le titre de « chevalier » lui est officiellement accordé le 3 mai 1809, et il accède alors à la noblesse d'Empire. Il reçoit le blason suivant : Tranché de gueules et d'azur à la bande d'or, soutenue d'une champagne de gueules du tiers de l'écu au signe des chevaliers.
Cependant la reconnaissance de ses pairs ne semble pas unanime et il écrit déjà : « Le 20 ventôse an 11e. Au Citoyen Cramayel, préfet du palais chargé de La Surintendance de l'Opéra-Comique National. […] je suis le seul de mes anciens confrères, qui n'ait ni pension, ni place au Conservatoire, ou à l'Institut […] », or il ne deviendra jamais membre de ces institutions,. Toutefois, sans avoir la charge de professeur, il produit un manuscrit autographe de quatre-vingt-neuf pages intitulé : Système de pratique au moyen duquel on peut apprendre l'harmonie plus facilement et plus promptement qu'avec le secours de la basse fondamentale.

### Personnalité
Dalayrac se décrit comme un écorché vif au caractère passionné et soucieux de justice : « je suis très vif, je m’emporte aisément ; je suis extrêmement sensible à la joie et à la douleur ; je m’exagère facilement la crainte et l’espérance ; je ne sais pas attendre ; je donne aveuglément ma confiance ; quelquefois aussi je me laisse aller au soupçon sur de légères apparences ; je me passionne facilement et outre mesure ; l’injustice, partout où je crois la voir, me révolte et m’indigne. »
Il s’avère également véritable gestionnaire : « ses œuvres lui apportent son nécessaire. »
Pour devenir pensionnaire de l’Opéra-comique, il rappelle son travail et écrit : « citoyen préfet du palais si dans votre justice et votre sagesse vous trouvez que mes faibles travaux méritent quelque considération, veuillez bien les faire valoir ».
Le 3 mai 1803, il vend à l'éditeur Pleyel vingt-quatre partitions de ses opéras-comiques, moyennant une somme de vingt-cinq-mille francs et s’engage à lui vendre les musiques à venir.
Les courriers des 19 et 20 décembre 1806 rappellent cette relation d’affaire : « puisqu'une cause quelconque m'a privé d'entendre la première représentation de votre Koulouff, je vous promets de me décider sur la seconde et vous donne ma parole que demain soir vous aurez ma réponse […] », puis « je vous offre deux mille livres […]. Je crois mon offre juste et raisonnable.[…] ».
Mais le 8 juillet 1807, Dalayrac renégocie son contrat en écrivant : « mon cher Pleyel, vous m'avez écrit ce matin que votre intention était de ne pas passer le prix de deux mille francs pour la partition de Lina […]. Je reçois des propositions de beaucoup au-dessus de celles que je vous avais faites, c'est-à-dire de la somme de cent louis, […] je m'en tiendrai toujours au prix que je vous ai proposé ce matin. »
La gestion de sa production musicale ne lui fait pas négliger celle de son patrimoine. Ainsi, il indique à son frère, Jean Simon : « si l'affaire est bonne, tu as bien fait de troquer le bois de Laville ; c'est un pays affreux, je m'en souviens. »
Doté d'un tempérament entreprenant, il ne compte pas seulement sur lui-même. Il est attentif à cultiver des relations au-delà de celles de l’Opéra-comique. Le 26 mai 1805, il indique : « l'Empereur l'avait même dit au prince Murat que j'ai été voir à cette occasion et qui me l'a assuré […]. Du reste, j’avais été voir le maréchal de Pérignon à Paris […] ». Et dans la même lettre, il conseille son frère en ce sens : « cherche à voir Laborde que j'ai mis au fait avant de partir et qui m'a promis de te présenter à M. Desassar, au préfet Richard, etc. ; il ira surement à Toulouse ; il est très obligeant ; je voudrais que tu profitasses de sa présence pour te rapprocher et te lier un peu avec ces messieurs. Écris-lui dans son pays, il te répondra et te donnera rendez-vous à Toulouse et tu feras tes visites. Ce sont des choses essentielles et qu'il ne faut pas négliger ; dans le temps […] ».
Toutefois, il n’hésite pas à égratigner quelques confrères pour faire valoir ses intérêts. Ainsi en témoigne cette missive de 1804 : « citoyen préfet du palais, […] M. Lesueur prétend et désire que l'on ne s'occupe que des Bardes, à compter de ce moment, et jusqu'à leur entier équipement. Quand il est question de leurs intérêts, les hommes abondent toujours dans leur sens, je passerai donc les raisonnements des auteurs […] ». Cependant son humeur parait désabusée face aux comédiens : « ne vous attachez jamais aux grands théâtres ; les comédiens sociétaires sont incapables de la moindre reconnaissance », écrit-il à Pixerécourt.
Néanmoins, ses biographes soulignent sa générosité et sa bienveillance. Il n’hésite pas à secourir un ancien compagnon d’armes émigré, le faire revenir en France, le cacher en son domicile puis faire les démarches afin d’obtenir sa radiation de la liste et la restitution de tous ses biens. Il intervient avec Jean-Claude Fulchiron pour que Benoît-Joseph Marsollier, arrêté sur les ordres de Joseph Fouché parce qu’il avait consenti à accepter la correspondance des émigrés d’Angleterre, soit libéré. Quand Langlé perd sa place de maître de chant à la suite de la fermeture de l’École royale de chant et de déclamation, à laquelle succèdera le Conservatoire de musique, Dalayrac aurait intercédé pour qu’il obtienne, au-delà de son poste de professeur de musique, celui de bibliothécaire. Il conserva cette fonction jusqu’à sa mort. Le compositeur va, un jour, intercéder en faveur de jeunes fauteurs de trouble arrêtés lors d’une représentation d’une de ses œuvres (Le Rocher de Leucade). Il est rapporté une conversation surprise entre deux étudiants toulousains qui louaient l’aide matérielle qui leur était apportée pour l’un par Antoine Portal lors de ses études de médecine et pour l’autre par Nicolas Dalayrac lors de ses études de droit.

### Derniers jours

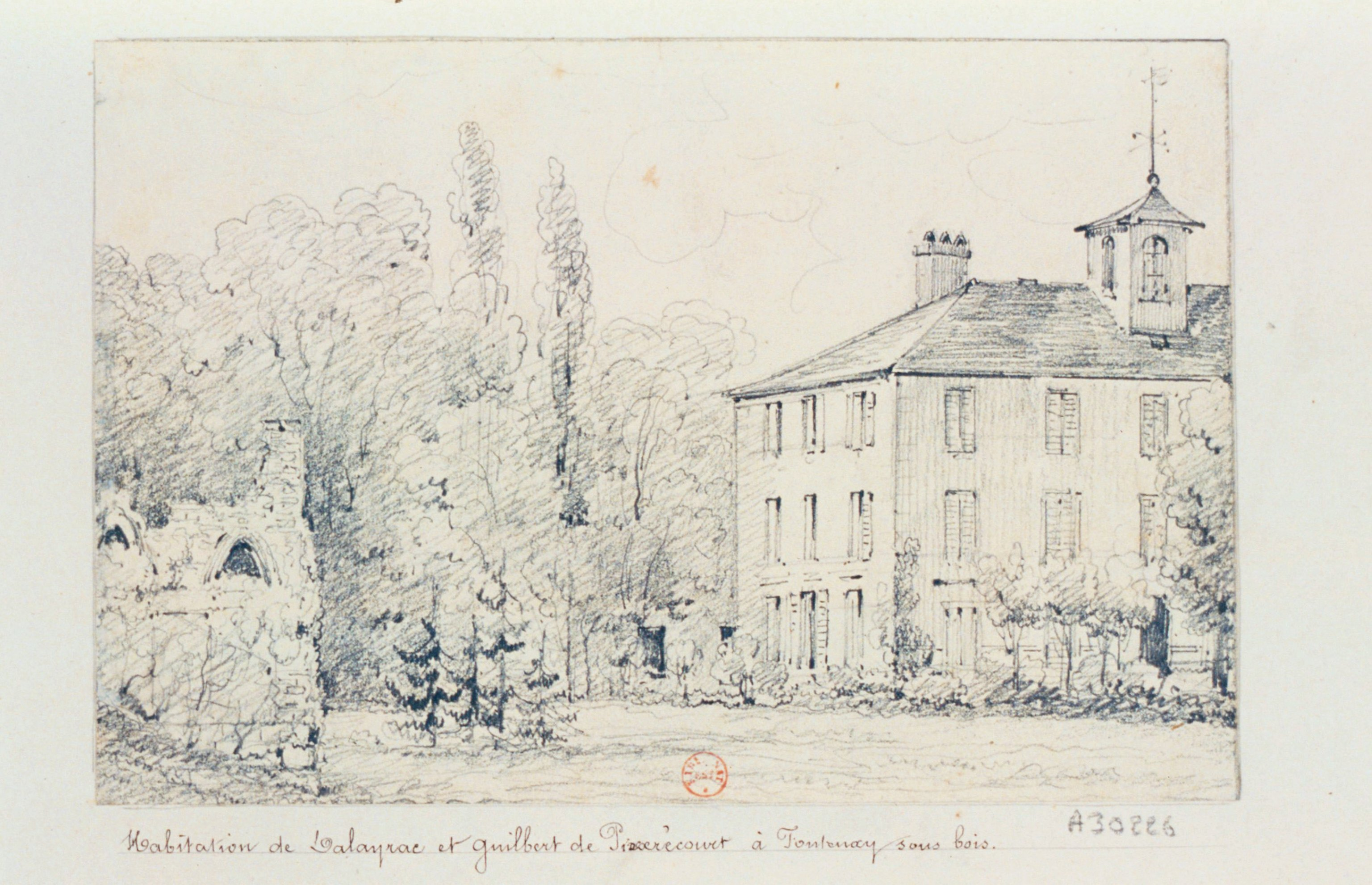
Maison de campagne acquise en 1798 par Dalayrac à Fontenay-sous-Bois (dessin par Auguste-Jacques Régnier XIXe siècle).

Dalayrac compose pour la scène pendant vingt-huit ans, et ses ouvrages sont majoritairement très bien accueillis. Pour le public, il est le « second Grétry » et pour les plus éclairés « le musicien de la nature » ; pour ses confrères et collaborateurs, il demeure « le musicien poète ». Un terme qu’il a pris comme titre de sa dernière production où il a apporté toutes ses forces restantes, mais qu’il ne verra jamais représentée. En effet, il a désiré ardemment que cet ouvrage soit achevé afin d’honorer la présence de l'Empereur pour l’anniversaire de son couronnement, le 2 décembre 1809. Malheureusement, les répétitions se sont éternisées à cause d’une longue maladie de Jean-Blaise Martin qui en est la vedette ; puis l’Empereur a dû entre-temps partir pour l’Espagne et sa pièce trop longtemps ajournée est finalement déprogrammée. Selon le compositeur albigeois, Justin Cadaux, c'est pour Dalayrac « le coup de la mort », et « un coup de foudre pour ses amis », car il s’éteint le 27 novembre 1809 à son domicile parisien, au 19 rue Buffon.
Ses funérailles ont lieu à l'église Saint-Jean. Alors que ce légionnaire reçoit les honneurs militaires et une escorte d’infanterie l’accompagne jusqu’à sa dernière demeure, il est inhumé, comme il l’a demandé, dans le jardin de sa propriété de campagne à Fontenay-sous-Bois, le 29 novembre. Son oraison funèbre est prononcée par Marsollier, son complice de toujours.
Des travaux de voirie obligèrent à déplacer les tombes de Dalayrac et de son épouse. Guilbert de Pixerécourt s’est opposé au transfert vers le cimetière du Père-Lachaise pour trois motifs, dont « l’antipathie bien connue qu’avait Dalayrac pour le Conservatoire de musique, et qui seule détermina sa veuve à le faire inhumer à Fontenay, pour que sa tombe ne fut pas à côté de celles des rivaux jaloux qui ont tourmenté sa vie et causé sa fin prématurée. » Après acquisition d'une concession perpétuelle le 2 mai 1838, leur sépulture est transférée le 25 mai 1838 au cimetière paroissial,. Les frais ont été assumés aussi bien par le dramaturge que par leurs deux neveux Sallard. Le 26 juin 1839, pensant trouver des bijoux, des voleurs ont tenté de profaner le tombeau des époux Dalayrac.
Ainsi, Dalayrac a présenté ses compositions à la Cour, traversé la Révolution française et accédé à la nouvelle noblesse de l’Empire. L’artiste appartient à la fin du siècle des Lumières et à l’aube du Romantisme. Ce contemporain des dernières années de Voltaire, l’est aussi de Chateaubriand. Le titre d'une de ses œuvres est d'ailleurs mentionné dans les Mémoires d’outre-tombe.

## Franc-maçonnerie

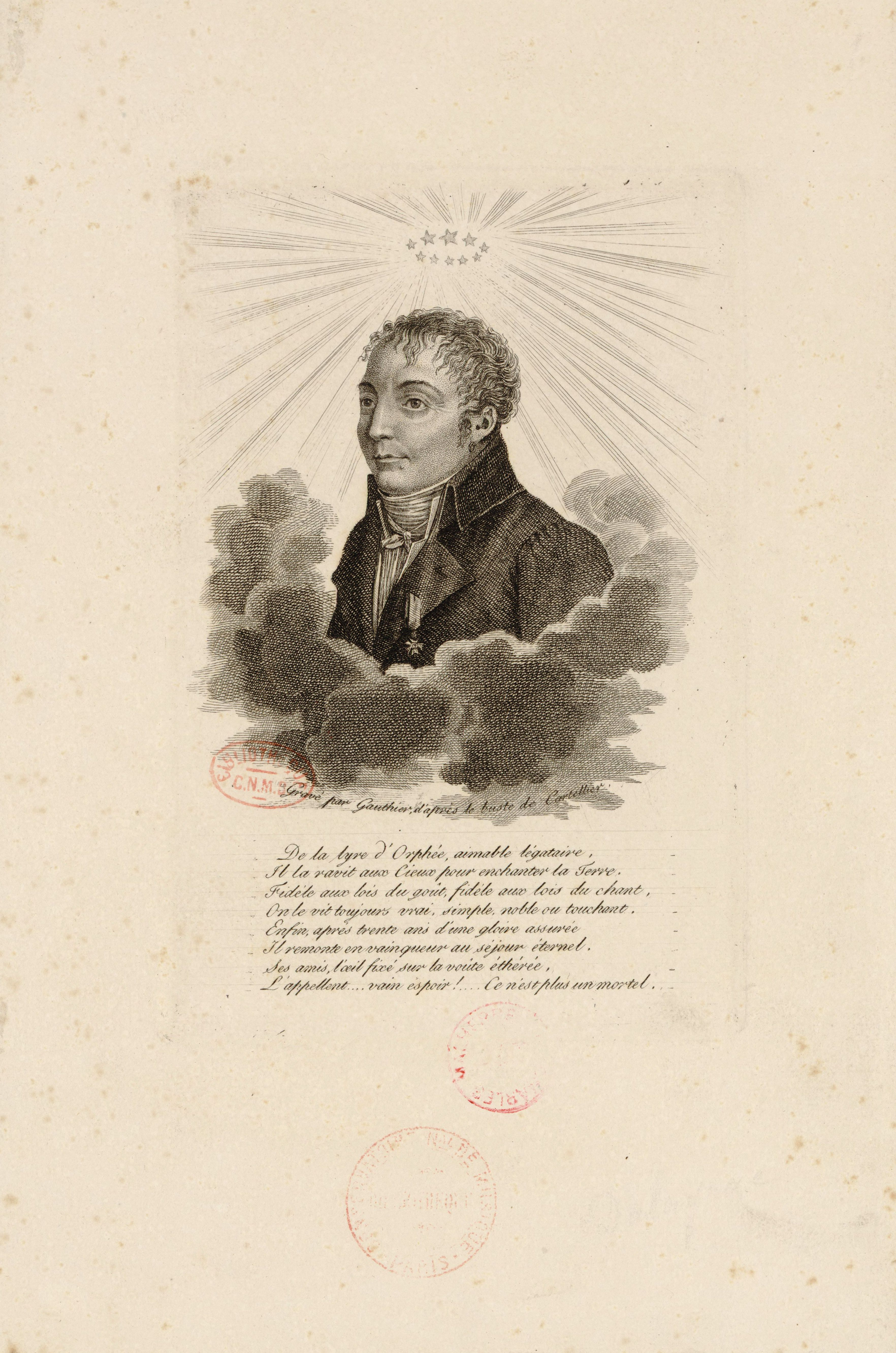
Nicolas Dalayrac gravé par Gauthier, d’après le buste de Cartellier (1810).

Initialement, Dalayrac fréquente surtout l'hôtel de Savalette de Langes, garde du Trésor royal et, comme de nombreux francs-maçons, mécène des plus célèbres musiciens. Savalette de Langes fait partie des hautes personnalités de la franc-maçonnerie française. En 1771, ce marquis est membre fondateur de la loge Les Amis Réunis et également membre de la loge Parfaite Estime et Société Olympique de 1783 à 1788, dont dépend la Société Olympique. Il figure en 1786 au tableau de cette société comme membre-administrateur. Il appartiendrait en 1793 à la loge Le Centre des Amis. Il préside à cette époque la loge Les Neuf Sœurs, qui tient ses séances dans son hôtel particulier. Barruel qui ne l'aime guère, résume ainsi : « homme de tous les mystères, de toutes les loges et de tous les complots. » Ces appartenances pourraient expliquer que Savalette de Langes, établi sous l'Ancien Régime dans une fonction à haut risque se lie d’amitié avec Barère, future figure emblématique de la Terreur, lui-même franc-maçon, ait pu passer sans trop de difficultés l’orage révolutionnaire. Il est même nommé dès 1791 comme l’un des commissaires nationaux de la trésorerie. Barère aurait toujours efficacement veillé sur lui et tous ses amis, notamment musiciens.
Dalayrac, membre de la loge Les Neuf Sœurs riche en savants et artistes, a probablement été initié entre 1774 et 1777, date de son arrivée à Paris. Aux tableaux de 1778 et 1779, il est « directeur des concerts ». Fin 1805, il participe au premier réveil de la loge qui sort de treize ans de léthargie. Ainsi au tableau de 1806, alors « officier », il est l’un des « directeurs des couvents ».
On le retrouve également en 1786 au tableau comme l’un des vingt-quatre membres « Associés libres » de l’orchestre de la Société Olympique. Cette société donne régulièrement un concert qui se substitue à celui du Concert des amateurs, disparu en 1781 sans doute pour des raisons financières. Selon le règlement, il est également membre de la loge Parfaite Estime et Société Olympique dont dépend cette société,.
Son éloge funèbre est prononcé dans la loge Les Neuf Sœurs par Moulon de la Chesnaye, ex-vénérable, ami de collège,.
Malgré cet engagement d’une vie, il ne reste apparemment rien de la musique maçonnique de Dalayrac. Ainsi un document atteste que deux anciens Frères, Barère et Couthon, membres du Comité de salut public, signent une réquisition pour qu'il compose des « pièces patriotiques pour les fêtes nationales ». Ces pièces maçonniques et républicaines ne sont cependant pas retrouvées.
Guilbert de Pixerécourt rapporte qu’il aurait composé la musique pour le rituel d’initiation de Voltaire le 7 avril 1778, mais il n’est pas témoin de la scène. Le récit de l’initiation de Voltaire que l’on trouve dans Mémoires secrets pour servir à l'histoire de la République des Lettres en France depuis 1762 jusqu'à nos jours de Louis de Bachaumont et, de façon tout aussi détaillée, dans la Correspondance littéraire de Grimm et Diderot, ne fait mention que du « premier morceau de la troisième symphonie à grand orchestre de Guénin ».
Selon « Pixerécourt et d'autres auteurs […] il composa une pièce lors de la remise du tablier de Voltaire à Franklin ». Effectivement la loge Les Neuf Sœurs donne une fête en honneur de Benjamin Franklin, de passage à Paris. Selon Pixerécourt, Anne-Catherine Helvétius aurait à son habitude reçu la loge en son salon rue d'Auteuil. En réalité, la fête organisée à l’occasion de l’affiliation de Franklin, est bien rapportée par les Mémoires secrets du 17 juillet 1778. Cependant, cette fête du jour de la Saint-Jean d’été (24 juin 1778) s’est tenue à Passy dans la salle du Ranelagh, ainsi que l’expose La Dixmerie – sans mentionner Dalayrac – dans le Mémoire pour la loge des Neuf-Sœurs de 1779, et non pas à Auteuil chez Mme Helvétius.
Le frontispice de l’ouvrage de Guilbert de Pixerécourt est une gravure de Dalayrac par Gauthier, d’après le buste de Cartellier, or sous-jacent se trouve un huitain qui évoque peut-être les neuf Muses de la loge Les Neuf Sœurs commençant ainsi : « De la lyre d’Orphée, aimable légataire ».
Le 4 décembre 6010 (4 octobre 2010), une médaille commémorative est émise pour l'inauguration du temple Nicolas Dalayrac par le Grand Orient de Muret.

## Naissance du droit d’auteur
Les auteurs, agissant isolément, étaient contraints d’accepter pour rétribution la partie de recette décidée par les comédiens. Le 3 juillet 1777, lors d'un souper auquel il convie les auteurs du Théâtre français, Beaumarchais fait adopter une première résolution unissant vingt et un auteurs dramatiques. Puis Dalayrac sera parmi les trente et un qui signeront la Délibération prise à l’Assemblée des auteurs dramatiques, au Louvre, ce 12 août 1791. Celle-ci impose aux comédiens une rémunération invariable d’un auteur à l’autre, et proportionnelle à la recette. La première réunion de 1777, suivie de l’association ultérieure de certains auteurs dramatiques, est considérée comme fondatrice de l’actuelle Société des auteurs et compositeurs dramatiques.

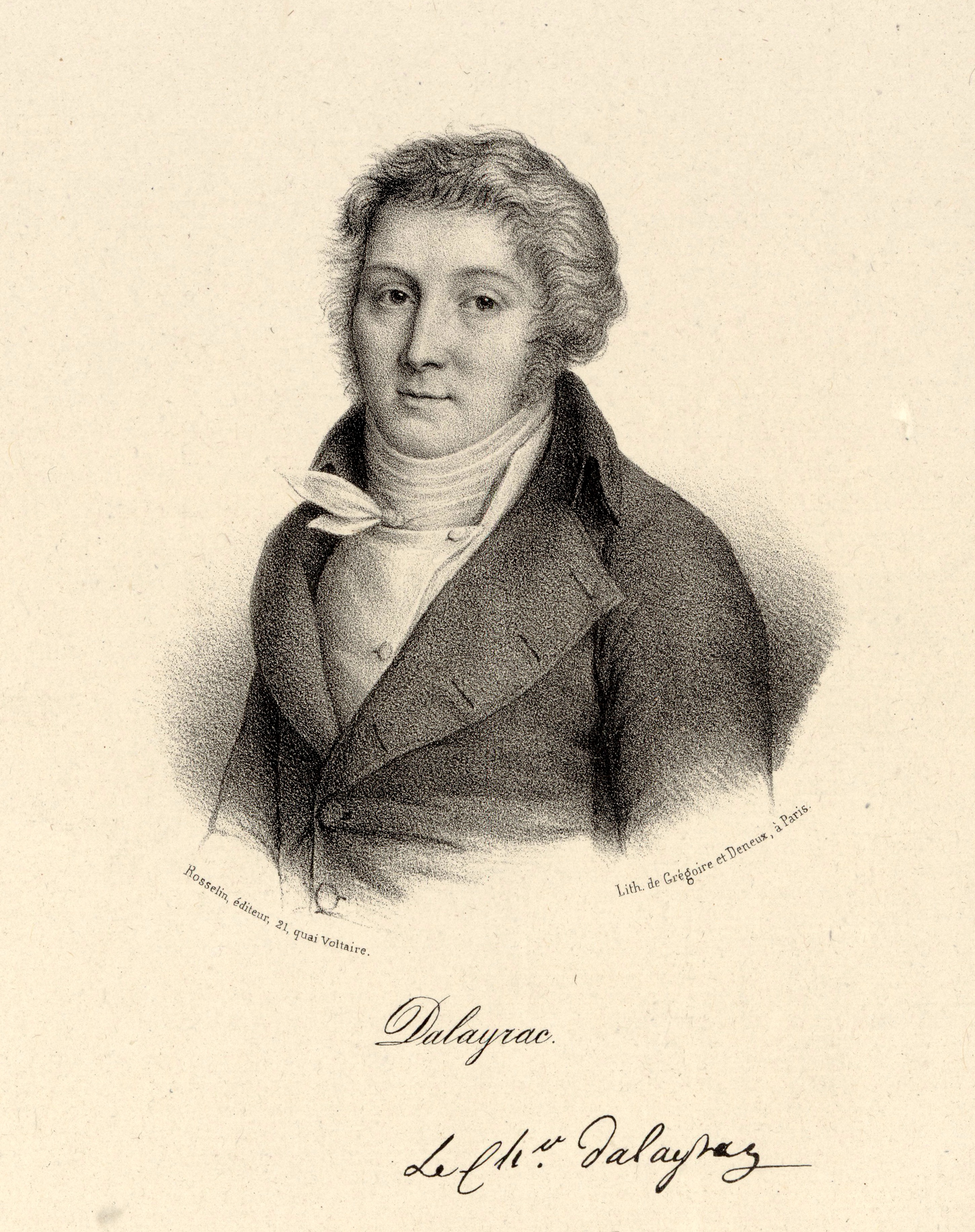
Dalayrac : lithographie par Grégoire et Deneux et un fac-similé de la signature de Dalayrac (1830).

L’Assemblée nationale constituante procède à l’abolition des privilèges le 4 août 1789. Il en découle la dissolution de communauté des libraires et des imprimeurs de Paris en 1791. Leur privilège d’impression en faisait les intermédiaires obligés entre les créateurs et les directeurs de théâtre puisqu’il faut posséder livret et partition pour produire un ouvrage. Certes, les écrits et la musique étaient confiés à l’imprimeur mais les auteurs revendiquaient un droit persistant sur leurs œuvres, alors que les entrepreneurs de spectacles le déniaient puisqu’il semblait avoir été cédé. Conformément à la Déclaration des droits de l’homme et du citoyen qui pose pour principe le droit de propriété, l'Assemblée constituante a réglé par deux décrets, les 13 janvier et 19 juillet 1791, les droits de propriété des auteurs quant à la représentation théâtrale de leurs ouvrages. Il s'agit de la première loi ainsi édictée dans le monde pour protéger le droit d'auteur dramatique.
Selon les auteurs, la traduction de pièces françaises ensuite rejouées en France menacent aussi ces décrets. Le sujet concerne d’autant plus Dalayrac que son drame lyrique Nina a été transposé en italien. Saisissant cet exemple, Grétry adresse une lettre courroucée à Beaumarchais : « On répète Nina aux buffi [sic] ; il n'y a pas une scène dérangée ; on a traduit le poème en italien, on a fait d'autre musique et ils se croient en droit de nous prendre ainsi nos poèmes ! ». Sa signature est donc retrouvée, le 17 septembre 1791, au bas de la Pétition adressée à l'Assemblée nationale par les auteurs dramatiques sur la représentation, en France, des pièces françaises traduites en langue étrangère. Néanmoins, les entrepreneurs de spectacles continuent à avancer des arguments pour se soustraire aux conséquences financières du droit de propriété. En 1791, ceci amène Dalayrac à signer Réponse des auteurs dramatiques soussignés, à la pétition présentée à l'Assemblée nationale par des directeurs de spectacle. Puis, procédant d’une pétition individuelle, mais qui se joint chronologiquement à celle que Beaumarchais défend à titre collectif et Sedaine à titre propre, il publie une réfutation. Il s’agit d’une brochure parue sous le titre Réponse de M. Dalairac, à MM. les directeurs de spectacles, réclamant contre deux décrets de l'Assemblée nationale de 1789, lue au comité d'instruction publique le 26 décembre 1791. Les directeurs de théâtre poursuivent leur offensive législative et obtiennent un décret paru le 30 août 1792. Ce dernier conduit Dalayrac et d'autres à signer le 18 septembre 1792, une lettre de protestation : Pétition des auteurs dramatiques. À Monsieur le président de l'Assemblée nationale.. Un écho favorable sera donné à cette requête en abolissant le décret et en confortant le droit des auteurs. Il compte donc parmi les premiers défenseurs de la propriété artistique et littéraire.
La loi reconnaissait les auteurs, il leur restait à surveiller leur dû. Cette tâche confiée à l’agence de Framery n’était pas aisée. Dalayrac fait partie des signataires qui acceptent que, pour la province, la redistribution se fasse au prorata de la recette annuelle et non de la recette journalière. Il est, le 5 novembre 1805, l’un des quatre membres fondateurs du Comité des auteurs dramatiques qui délègue une partie de son pouvoir de contrôle à l’agent général Sauvan. En janvier 1806, toujours membre du Comité, il prend une part active à ses travaux ; du classement par importance des productions théâtrales, selon le nombre d’actes et selon la taille de la ville où ont lieu les représentations, résultent les droits d’auteur afférents. Le 28 octobre 1806, au nom de l’intérêt général, ce Comité sanctionne les initiatives individuelles qui consentiraient des prix non conformes à la règle pour être plus facilement joués. Dalayrac met tout en œuvre pour qu'aucun ne soit privé de ses droits, il applique ainsi le sous-titre de son mémoire : « Sic vos non vobis mellificatis apes »,.

## Œuvre

### Musique lyrique

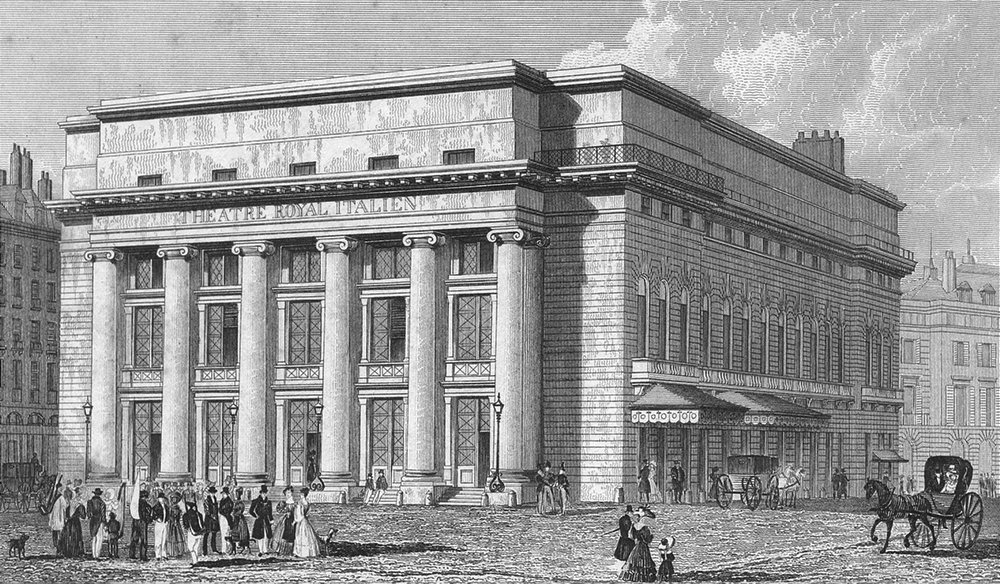
La salle Favart, lieu principal des succès de Dalayrac (1829).

Aujourd'hui, les opéras de Dalayrac ne sont plus représentés. La liste de ses œuvres est cependant bien établie, notamment celles qui ont été inscrites au répertoire de l’Opéra-Comique. Enfin, sa présence constante sur la scène de son époque nous laisse les jugements de ses contemporains et de nombreux comptes rendus de critiques musicaux du XIXe siècle, notamment de Castil-Blaze, Gustave Chouquet et de Félix Clément.
- 1781 :
  - Le Petit Souper ou l'Abbé qui veut parvenir, opéra-comique en un acte [représentations privées][L 1].
  - Le Chevalier à la mode, comédie en un acte mêlée d’ariettes [représentations privées].
- 1782 :
  - L'Éclipse totale, opéra-comique en un acte et en vers, livret de La Chabeaussière[N 34], tiré d'une fable de La Fontaine (L'Astrologue qui se laisse tomber dans un puits[104]), créé le 7 mars 1782 par la troupe de la Comédie-Italienne à l'Hôtel de Bourgogne, Paris. Considéré comme le premier opéra-comique de Dalayrac, il traite du sujet classique d’un barbon astrologue berné par sa pupille[105]. Selon Adolphe Adam, on a « peine à comprendre l'unanimité d'éloges que s'attira la nouvelle partition. Il ne faut pas oublier cependant qu'elle ne fut jugée que comme l'œuvre d'un amateur, et qu'alors le plus grand mérite du musicien, aux yeux du public, était de se faire assez petit pour passer inaperçu, et se faire pardonner sa musique en faveur de la pièce[Am 6]. »
- 1783 :
  - Le Corsaire, comédie en trois actes et en vers, mêlée d’ariettes, livret de La Chabeaussière, créée le 7 mars 1783 à la Cour à Versailles, puis donnée le 17 mars 1783 à l'Hôtel de Bourgogne[L 2]. La musique parut « facile, agréable, spirituelle[106] » ; le succès qu’elle obtint décida le jeune compositeur à se vouer à la carrière dramatique[107].
  - Mathieu ou les Deux Soupers, comédie en trois actes et en prose mêlée d’ariettes, livret de Nicolas Fallet, créée le 11 octobre 1783 à la Cour à Fontainebleau, puis donnée le 29 décembre 1783 à l'Opéra-Comique, salle Favart. Peu appréciée, la pièce donna lieu à une plaisanterie de situation : « il n’y avait pas un seul plat de passable dans ces Deux Soupers[108]. »
- 1784 :
  - Les Deux Tuteurs, comédie en deux actes et en prose, mêlée d’ariettes, livret de Fallet, créée le 8 mai 1784 à l'Opéra-Comique (salle Favart)[L 3]. Il s’agit de la pièce précédente réduite à deux actes. Elle obtiendra un certain succès[109].
- 1785 :
  - L'Amant statue, comédie en un acte et en prose mêlée d’ariettes, livret de Desfontaines, créée le 4 août 1785 à l'Opéra-Comique (salle Favart)[L 4]. Des airs furent mis en vogue par Clairval et le jeune talent de Mlle Renaud. Auguste Thurner disait ne pas pouvoir expliquer le succès de cette comédie et de celui de L'Éclipse totale : « La mélodie est, il est vrai, d’un jet facile et abondant, mais elle pèche du côté de la distinction. Cette musique ignore l’art suprême de créer des caractères, ce don que possédait notre Grétry ; l’harmonie, quoique chargée, est pauvre et peu intéressante. Tous ces défauts sont cependant rachetés par une entente dramatique qui a fait la fortune de tous les opéras de Dalayrac[Tr 2]. »
  - La Dot, comédie en trois actes et en prose mêlée d’ariettes, livret de Desfontaines, créée le 8 novembre 1785 à la Cour à Fontainebleau, puis donnée le 21 novembre 1785 à l'Opéra-Comique (salle Favart)[L 5]. Selon Félix Clément, « l’ouverture est peut-être la meilleure qu’ait écrite Dalayrac. Nous citerons les jolis couplets chantés par Mme Dugazon : « Dans le bosquet, l’autre matin, je cherchais la rose nouvelle » ; le petit air, « J’allais lui dire que je t’aime » ; la marche en sol, et enfin un air chanté par le Magister, « Jeunes bergerettes, de par un seigneur éminent », entrecoupé par des reprises du chœur[110]. »

- 1786 :

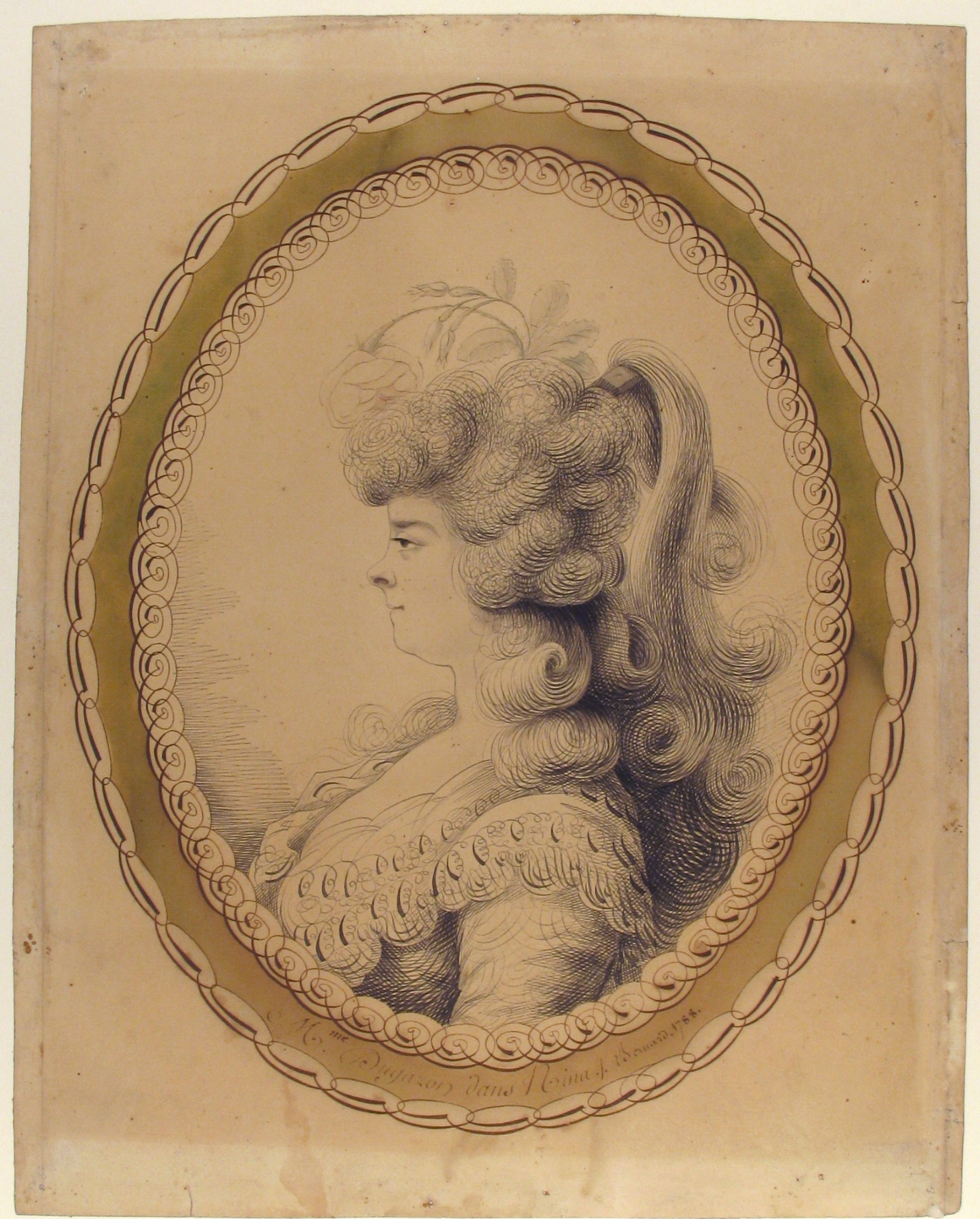
Mme Dugazon dans Nina par Bernard (1788).

  - Nina ou la Folle par amour, drame lyrique en un acte et en prose mêlé d’ariettes, livret de Marsollier[N 36], créé le 15 mai 1786 à l'Opéra-Comique (salle Favart)[L 6]. Nina perd son amant qui s’est battu en duel. Elle en devient folle. Celui-ci réapparaîtra et lui redonnera la raison. D’emblée, on considère que le sujet est inspiré d’une histoire vraie[112]. De fait, « parmi les manuscrits autographes de Dalayrac, figurait le texte de La Folle de Saint-Joseph. Anecdote qui a fourni le sujet de Nina ou la Folle par amour[113]. » Dalayrac passe de la comédie joyeuse au genre sentimental. « Même si l’idée de mettre en scène une folle n’était plus en 1786 une nouveauté, l'on comprend que Marsollier et Dalayrac étaient inquiets de l’accueil qui serait réservé à leur Nina : leurs craintes étaient si fortes qu’ils tinrent à organiser au préalable une représentation privée[113]. » La première représentation a eu lieu au théâtre privé de Choisy chez le duc de Coigny[114],[N 37] À la suite d’une souscription (due également à la situation financière difficile de Mlle Guimard)[116] à la tête de laquelle se trouvait le comte d’Artois, une seconde représentation a été produite sur le théâtre de mademoiselle Guimard[117],[118],[Px 18]. Ce drame fit pleurer autant que le Déserteur de Monsigny. Mme Dugazon assura une partie du succès dans le rôle-titre : « c’était M. de Vivetières qui avait fait les paroles, M. Dalayrac la musique et Mme Dugazon qui avait fait la pièce[116]. »
La folie de Nina est jugée décrite avec réalisme mais, selon Félix Clément, seul un air s’en détacherait vraiment : « Quand le bien-aimé reviendra »[119]. Pourtant, cet opéra fut considéré par d’autres comme un chef-d’œuvre et la pièce la plus puissante de Dalayrac. Dans la Biographie universelle, Delaulnaye écrit : « Avec quel art il a su saisir les intonations incertaines et peu liées du délire ! Sa romance, par un chant simple et vrai, peint l'espoir déçu d'une amante, et nous fait partager sa douleur. Cette musette si champêtre, qui rappelle à la raison la malheureuse Nina, et dont les cordes principales se retrouvent dans un chant bachique, est une des plus fortes preuves de la puissance du rythme sur la mélodie[120]. » De son côté Thurner témoigne qu'« Un enthousiasme indescriptible accueillit Nina ; la mode s’empara du nom de la pauvre folle : il y eut des coiffures à la Nina, des manteaux à la Nina, etc., etc. Ce fut un délire, une frénésie[Tr 3]. »
Louis Milon (pour les paroles) et Louis-Luc Persuis (pour la musique) remanièrent par la suite Nina pour en faire un ballet-pantomime. S’y illustra la ballerine Émilie Bigottini. 
La Pazza d’amore  en est la traduction italienne par Giuseppe Carpani, surtout remarquée car elle a été mise en musique par Giovanni Paisiello, créé le 25 juin 1789 au Palais de Caserte. On se partagea en deux camps pour deux œuvres qui ne sont pas véritablement comparables.
  - Azémia ou le Nouveau Robinson, comédie en trois actes et en vers mêlée d’ariettes, livret de La Chabeaussière, créée le 17 octobre 1786 à la Cour à Fontainebleau. Elle n'a pas eu de succès[121]. Devenue Azémia ou les Sauvages une fois mise en prose et, comme le précise Dalayrac lui-même, « la fin du second acte, la marche du troisième, le dénouement, tout cela est changé, plus d'incendie, plus de vaisseau, plus d'embarras[122] », donnée le 3 mai 1787 à l'Opéra-Comique (salle Favart)[L 7] où elle sera bien accueillie[123]. Dans son ouverture se trouve le thème mélodique de la Danse des Sauvages de Jean-Philippe Rameau. « Parmi les bons morceaux de cet opéra se trouvent un chœur de matelots et l'air : « Aussitôt que je t'aperçois… »[124]. »
- 1787 :
  - Renaud d'Ast, comédie en deux actes et en prose mêlée d’ariettes, livret de Pierre-Yves Barré et Jean-Baptiste Radet, tirée d’un conte de La Fontaine (L’Oraison de Saint Julien), créée le 19 juillet 1787 à l'Opéra-Comique (salle Favart), avec Rose Renaud et le ténor Louis Michu[L 8]. Plusieurs airs sont à noter : « Il pleut, il pleut, bergère », à l’époque de popularité récente, annonce l’entrée du personnage principal. « Malbrough s'en va-t-en guerre » est employé pour une autre entrée dans un but satirique. La romance avec guitare de Renaud à Céphise, « Vous qui d'amoureuse aventure, courez et plaisirs et dangers », réorchestrée au trombone donnera le célèbre air patriotique « Veillons au salut de l’Empire » qui aurait pu devenir l'hymne national à la place de La Marseillaise[Tr 4]. La romance sentimentale « Comment goûter quelque repos » sera transformée quant à elle en cantique d’église « Comment goûter quelque repos dans les tourments d'un cœur coupable »[125].
- 1788 :
  - Les Deux Sérénades, comédie en deux actes et en prose mêlée d’ariettes, livret de Jean-François-Thomas Goulard, créée le 23 janvier 1788 à l'Opéra-Comique (salle Favart).
  - Sargines ou l'Élève de l'amour, drame héroïque en quatre actes et en prose mêlé d’ariettes, livret de Monvel, créé le 14 mai 1788 à l'Opéra-Comique (salle Favart)[L 9]. Le même sujet fut traité par Ferdinando Paër sous le titre Il Sargino, mais cet opéra fut représenté à Dresde en 1803 et ne paraît pas avoir été joué en France.
  - Fanchette ou l'Heureuse Épreuve, comédie en trois actes et en prose mêlée d’ariettes, livret de Desfontaines, créée le 13 octobre 1788 à l'Opéra-Comique (salle Favart). Selon les écrits cette pièce comporte le plus souvent deux ou plus rarement trois actes. Il est possible qu’il faille retenir pour explication les propos de Charnois : « Cette pièce, mal reçue lors de la première représentation a été presque entièrement refondue, et est devenue un ouvrage neuf ; on l’a remise et elle a eu du succès[126]. »
- 1789 :
  - Les Deux Petits Savoyards[127], comédie en un acte et en prose mêlée d’ariettes, livret de Marsollier, créée le 14 janvier 1789 à l'Opéra-Comique (salle Favart) puis donnée le 16 janvier 1789 à la Cour à Versailles  Les rôles des jeunes Savoyards, Michel et Joset étaient tenus respectivement par Mme Saint-Aubin et Rose Renaud[L 10].Le texte raconte l'adoption de deux enfants ; plus généralement il touche le lourd sujet, pour l'époque, du respect de l'enfance[128].La naïve chanson savoyarde qui a eu plusieurs versions de paroles, « Ascouta Jeannette, Veux-tu biaux habits, larirette… » est restée célèbre sous le titre « Jeanneton prend sa faucille ». Ici encore, Dalayrac s’était largement inspiré du répertoire folklorique[129]. Selon Guilbert de Pixerécourt, Dalayrac revenant un jour de sa province natale vers Paris, s'arrêta à Nîmes. Un ami le poussa à voir Les Deux Petits Savoyards qui se jouait à ce moment dans cette ville. À la fin de la pièce, un acteur s'avance et, désignant le compositeur, déclame une tirade qui commence ainsi : « Nous avons dans ces lieux un véritable père ; on lui doit la couronne, et nous allons l'offrir… ». Le public ovationne Dalayrac qui veut fuir mais les deux petits Savoyards le retiennent et le couronnent[Px 19]. La manifestation de cet accueil favorable a peut-être été un peu différente si l'on reprend les citations d'un journaliste de la presse quotidienne. Les 2 et 3 septembre 1789, Dalayrac a fait répéter Sargines, L’Amant statue et Les Deux Petits Savoyards, puis il a assisté à la représentation de ces deux derniers au théâtre de Nîmes. Hors citation est rapporté : « Nouvelle couronne accompagnée d’une pièce de vers. » Cet énoncé succinct et son contexte pourraient laisser penser que les compliments provenaient non des acteurs mais du parterre et étaient destinés au jeu d'une actrice plutôt qu’à Dalayrac[130].
  - Raoul, sire de Créqui, drame héroïque en trois actes et en prose mêlé d’ariettes, livret de Monvel, créé le 31 octobre 1789 à l'Opéra-Comique (salle Favart)[L 11]. Interrompue puis reprise « on en fit disparaître les anciens noms des principaux personnages « comme tenant à des familles trop fameuses dans les fastes de la féodalité ». Renti et Phaon furent substitués à Créqui et à Craon ; la pièce ainsi modifiée fut affichée pour le 19 brumaire an III, sous un nouveau titre, celui de Bathilde et Éloy ; l'ancien titre, en sa forme féodale, reparut d'ailleurs aux représentations suivantes[131] ». Mais le 9 frimaire an III sur « un ordre du Comité de sureté générale lu au public, […] on n'a point joué Raoul Créqui ». L'interdiction se prolongea pendant plusieurs années[132].
- 1790 :
  - La Soirée orageuse, comédie en un acte et en prose, mêlée d’ariettes, livret de Radet, créée le 29 mai 1790 à l'Opéra-Comique (salle Favart)[L 12].
  - Le Chêne patriotique ou la Matinée du 14 juillet 1790, impromptu en un acte, livret de Monvel, créé le 10 juillet 1790 à l'Opéra-Comique (salle Favart). Cet ouvrage témoigne de la faculté des auteurs à s’adapter à l'air du temps : « Cette nouveauté, grâce à l’intérêt des circonstances, a beaucoup réussi ; on l’a du moins fort applaudie[133]. ».
  - Vert-Vert, divertissement en un acte, livret de Desfontaines, créé le 11 octobre 1790 à l'Opéra-Comique (salle Favart). « L’ouverture travestissait sur un mode burlesque l’air religieux « O filii et filiæ ». ». Au dénouement Vert-Vert est ressuscité d’une indigestion par l’Amour costumé en cordelier dont l'entrée fut sifflée[134].
L'échec de la pièce[46] serait dû, selon Pixerécourt[Px 20], au fait que Dalayrac n'en aurait exceptionnellement pas assuré toutes les répétitions pour en supprimer les imperfections.
Le sujet est à nouveau mis en musique sous le même titre par Jacques Offenbach, Henri Meilhac et Charles Nuitter en 1869.
- 1791 :
  - Camille ou le Souterrain, drame lyrique en trois actes et en prose, livret de Marsollier tiré du roman Adèle et Théodore de Mme de Genlis, créé le 19 mars 1791 à l'Opéra-Comique (salle Favart), interprété par Mmes Dugazon et Saint-Aubin, ainsi que par Antoine Trial[L 13]. L’œuvre connut le succès. Dalayrac abordait alors ce que les musicologues britanniques appellent le rescue opera[N 38], en même temps que les spectacles fantastiques à la mode : cimetières, anciens couvents, corridors sombres, souterrain mystérieux, chambres secrètes, etc. « Il y a des scènes déchirantes […]. La couleur de cet ouvrage est juste et les accompagnements y sont plus travaillés que dans Nina[135] ». Auguste Thurner et Adolphe-Gustave Chouquet ne tarissaient pas d’éloges sur cet opéra et le reconnaissaient comme un chef-d’œuvre de sentiment et de souffle dramatiques. Ils avaient apprécié le « Trio de la cloche », la pantomime d’Alberti, le duo des deux époux (« Non, non, jamais de ma tendresse, ton cœur ingrat n'a connu tout le prix »), le « Duo du souterrain », le duo du maître et du valet (« Avance, avance le premier»)[Tr 5],[136]. Enfin, une chanson devint vite populaire, la « Ronde du meunier » (« Notre meunier chargé d’argent, s’en allait au village »).
Cette pièce traduite en italien devint le 28 février 1799 Camilla ossia il Sotteraneo avec des paroles de Giuseppe Carpani et une musique de Ferdinando Paër créée au Théâtre de la cour impériale et royale de Vienne, puis représentée le 14 brumaire an XIII à l'Opéra-Comique (salle Favart). De même nom, ces œuvres qui furent également plébiscitées ont chacune une réalisation musicale différente. Les tenants de la musique française et ceux de la musique italienne s’affronteront[137].
  - Agnès et Olivier, comédie lyrique en trois actes et en prose, livret de Monvel, créée le 10 octobre 1791 à l'Opéra-Comique (salle Favart).
  - Philippe et Georgette, comédie en un acte et en prose mêlée d’ariettes, livret de Monvel, créée le 28 décembre 1791 à l'Opéra-Comique (salle Favart)[L 14].

- 1792 :

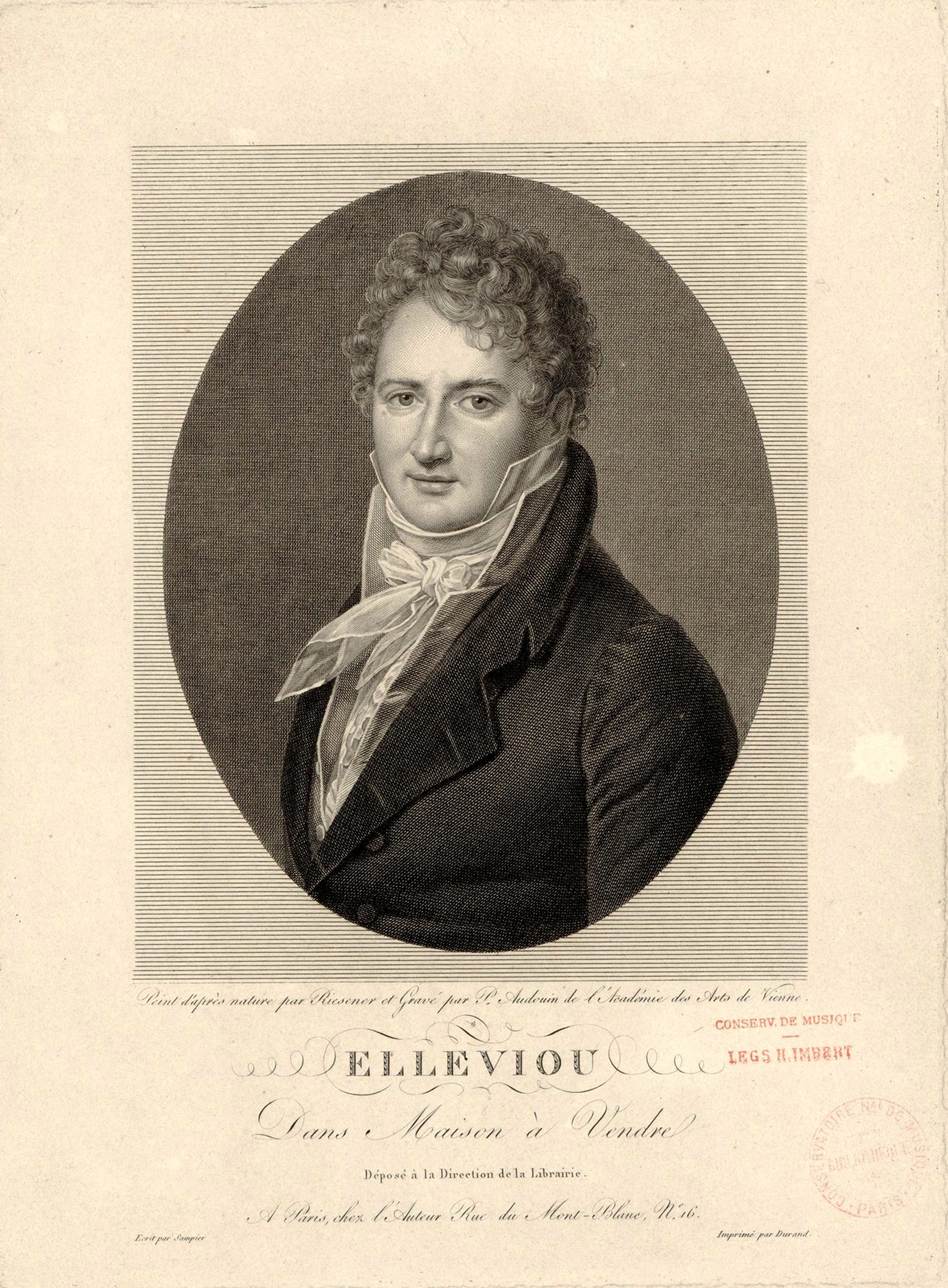
Elleviou peint par Riesener et gravé par Pierre Audouin dans Maison à vendre (1800).

  - Tout pour l'Amour ou Roméo et Juliette[N 40], drame en quatre actes et en prose, livret de Monvel, créé le 6 juillet 1792 à l'Opéra-Comique (salle Favart).
- 1793 :
  - Ambroise ou Voilà ma journée, comédie en un acte et en prose mêlée d’ariettes, livret de Monvel, créée le 23 nivôse an I à l'Opéra-Comique (salle Favart)[L 15].
  - Asgill ou le Prisonnier de guerre, drame en un acte et en prose, livret de Marsollier, créé le 13 floréal an I à l'Opéra-Comique (salle Favart). À la reprise du 19 ventôse an III, le titre devint Arnill ou le Prisonnier américain. Le livret est issu d’un fait historique ; Charles Asgill, jeune officier anglais prisonnier de guerre des Américains fut, par représailles, condamné à mort. L’Europe suivit cette affaire. George Washington le gracia après intercession de la Cour de France[140]. Malgré les changements mineurs apportés au contenu et au titre, certains ont perçu l’ouvrage comme un « mélodrame fort plat sur les malheurs de la guerre civile[141] ».
  - Le Corsaire algérien ou le Combat naval, comédie en un acte et en prose, livret de La Chabeaussière, créé le 13 messidor an I à l'Opéra-Comique (salle Favart). Il s’agit du Corsaire du 13 mars 1783 qui sera considéré comme une pièce nouvelle considérant les nombreux changements apportés pour la mettre au goût du jour : « Son auteur le citoyen Lachabaussière, l’a mise en prose, et y a fait des changements qui doivent lui assurer un succès constant. L’ouvrage est terminé maintenant par un combat naval, qui est exécuté avec autant de vérité que ces sortes d’effets peuvent en comporter sur un théâtre. La frégate qui brûle, se brise et coule à fond, est du plus grand effet. L’illusion en est complète même pour les marins[142]. ».
  - Urgande et Merlin, opéra-féerie en trois actes et en prose, livret de Monvel, créé le 23 vendémiaire an II à l'Opéra-Comique (salle Favart). « Assez insignifiante, la pièce n’obtient qu’un succès médiocre ; mais un journal ultra-jacobin, la Feuille de salut public, » prit position. Par lettre du 25 vendémiaire an II, Monvel rassure : « Vous la croyez d’un genre trop insignifiant pour un temps de révolution ; je la supprime. La pièce devait être jouée aujourd’hui ; elle va disparaitre de dessus l’affiche. […] Le citoyen Dalayrac, auteur de la musique, […] malgré les frais qu’ils ont faits pour établir ma pièce, partagent tous mes sentiments[143][…] ».
- 1794 :
  - La Prise de Toulon, tableau patriotique en un acte et en prose mêlée d’ariettes, livret de Louis-Benoît Picard, créé le 13 pluviôse an II, au théâtre Feydeau. La pièce a d’autant plus de succès, malgré les critiques du Journal de Paris, que Monsieur, futur Charles X, y est caricaturé. Ceci n’est plus du tout admis par le pouvoir sous la Restauration et « Picard eut l’occasion d’éprouver de brutales représailles[144] ». Notons que Dalayrac est un ancien « Garde du corps de Monsieur ».
  - Le Congrès des rois, comédie en trois actes et en prose mêlée d’ariettes, livret d'Ève Demaillot, créée le 8 ventôse an II à l'Opéra-Comique (salle Favart), en collaboration avec onze autres auteurs[N 41]. Cette satire contre les ennemis de la France est mise en musique en deux jours sur ordre du Comité de salut public. Le public l'accueille avec des sifflets. Une dénonciation tend à démontrer que le spectacle a un caractère anti-révolutionnaire. Celui-ci est suspendu après la seconde représentation[145]. Finalement le Conseil général de la Commune de Paris, malgré un rapport de police favorable[146],[N 42], prononce son interdiction au prétexte, selon Le Moniteur, que « des membres [du Conseil] ajoutent qu’à cette pièce les aristocrates trouvent leur compte comme les patriotes[148] ».
Le Conseil général de la Commune de Paris, à cette occasion, s'arroge le droit de censurer tout spectacle ce qui parait en contradiction avec la Liberté des théâtres[149].
La partition et le livret sont  perdus. Seul le duo « Le roi défunt s'offre à mes yeux » (no 3) est conservé[150].
  - L'Enfance de Jean-Jacques Rousseau, comédie en un acte mêlée d’ariettes, livret de Andrieux, créée le 4 prairial an II à l'Opéra-Comique (salle Favart)[N 43].
  - Rose et Picard, ou Suite de l'Optimiste, comédie en un acte et en vers avec un vaudeville et des couplets, livret de Collin d'Harleville, crée le 28 prairial an II au théâtre de la République. Le librettiste se livre à une prudente auto-critique[151].
  - Les Détenus ou Cange commissionnaire de Lazare[N 44], fait historique en un acte et en prose mêlé d’ariettes, livret de Marsollier, créé le 28 brumaire an III à l'Opéra-Comique (salle Favart).
- 1795 :
  - La Pauvre Femme, comédie en un acte et en prose mêlée d’ariettes, livret de Marsollier, créée le 19 germinal an III à l'Opéra-Comique (salle Favart).
  - Adèle et Dorsan, drame lyrique en trois actes et en prose mêlé d’ariettes, livret de Marsollier, créé le 8 floréal an III à l'Opéra-Comique (salle Favart)[L 16].
- 1796 :
  - La Famille américaine, comédie en un acte et en prose, mêlée d’ariettes, livret de Bouilly, créée le 1 ventôse an III à l'Opéra-Comique (salle Favart).
  - Marianne ou l'Amour maternel, comédie en un acte et en prose, mêlé d'ariettes, livret de Marsollier, créée le 19 messidor an IV à l'Opéra-Comique (salle Favart), avec Mmes Dugazon (Marianne) et Saint-Aubin (Sophie). Parmi les airs célèbres sont notés celui de Marianne « Tous les jours, au fond de mon cœur, je sens naître un nouveau courage », et le duo de Marianne et de la cuisinière « Mon maître est quelquefois avare ».
- 1797 :
  - La Maison isolée ou le Vieillard des Vosges, fait historique en deux actes et en prose mêlé d’ariettes, livret de Marsollier, créé le 22 floréal an V à l'Opéra-Comique (salle Favart)[L 17]. « Cette pièce fait partie des bons ouvrages de Dalayrac ; son succès a été assez durable. Les morceaux principaux sont les couplets : « Je sais qu'une fois dans la vie » ; l’air : « Si j'ons jamais une compagne » ; les couplets : « Pleurant la mort d'une épouse bien chère » ; l’air : « Je suis militaire » ; les couplets : « Claire est espiègle et cependant »[153]. ».
  - La Leçon ou la Tasse de glaces, comédie en un acte et en prose mêlée d’ariettes, livret de Marsollier, créée le 5 prairial an V au théâtre Feydeau[L 18].
  - Gulnare ou l'Esclave persane, comédie en un acte et en prose mêlée d’ariettes, livret de Marsollier, créée le 10 nivôse an VI à l'Opéra-Comique (salle Favart)[154],[L 19]. On remarque Chénard et Elleviou, avec la romance de Gulnare : « Rien, tendre amour, ne résiste à tes armes ».
- 1798 :
  - Alexis ou l'Erreur d'un bon père, comédie en un acte et en prose mêlée d’ariettes, livret de Marsollier, créée le 5 pluviôse an VI au théâtre Feydeau[L 20].
  - Primerose, comédie lyrique en trois actes et en prose, livret d'Edmond de Favières d'après le récent roman de Morel de Vindé, créée le 17 ventôse an VI à l'Opéra-Comique (salle Favart). Reste le célèbre duo de Florestan et de Primerose : « Quand de la nuit le voile tutélaire ».
  - Léon ou le Château de Monténéro, drame lyrique en trois actes et en prose, livret de François-Benoît Hoffmann tiré du roman d'Ann Radcliffe, Les Mystères d'Udolphe, créé le 24 vendémiaire an VII à l'Opéra-Comique (salle Favart)[L 21]. L'histoire est celle de Léon, un méchant seigneur qui enlève et emprisonne une jeune fille qu'il veut épouser malgré elle et sa famille. Le sujet avait beaucoup d'invraisemblances ce qui le rendait difficile à traiter, ainsi la délivrance était rocambolesque[N 45]
Les amateurs éclairés goûtèrent cependant l’impressionnante scène de l’entrée des assassins soudoyés par Léon. Selon Castil-Blaze, « Léon est le chef d’œuvre de Dalayrac : […] Le retour de certaines mélodies rappelées à propos ajoute beaucoup à l’intérêt dramatique. Le duo [« Que je quitte ces lieux ! que je vous abandonne ! »], l’air de Laure [« Ô mortel, plus à plaindre encore, que je perds lorsque je t'adore »], le trio [« Doux moment ! Trouble extrême ! Est-ce un songe imposteur ? »], sont des morceaux très remarquables[156] ». Dalayrac avait ainsi, consciemment ou non, éprouvé la nécessité d'utiliser le même artifice que Grétry. Celui-ci en avait « naturellement » usé le premier dans son Richard Cœur de Lion. Ce procédé peut être vu « comme une lointaine préfiguration du leitmotiv wagnérien[157][…] ».
L’accueil fut mitigé à cause des clans : selon Pixerécourt, ce drame fut injustement critiqué dans un article de presse. Dalayrac « osa s’en plaindre au rédacteur. Celui-ci […] avoua qu’il ne connaissait pas l’ouvrage, qu’il n’avait aucune part à la critique […] et qu’il avait cédé aux instances importunes d’un compositeur italien, M. T… qui lui avait apporté l’article tout fait[Px 21]. ». Cependant, les opinions exprimées dans la presse diffèrent. Sous forme de droit de réponse dans le Courrier des Spectacles, « Berton, membre du Conservatoire » a défendu Dalayrac. Celui-ci s’est immiscé dans cette querelle en adressant une lettre ouverte de remerciements. Le rédacteur, sans désavouer son critique, a été irrité par ce témoignage de gratitude. Il a publié alors ce même agacement d’un lecteur. Après une dernière réponse du compositeur, le débat a été clos par le journaliste qui a indiqué qu'à l'avenir ne serait transcrite « qu’une seule réponse des auteurs[158] ». « Il imagina […] de se venger de d’Alayrac, et inséra dans son journal, quelque temps après, une lettre anonyme, authentique ou non, dans laquelle on affirmait que […] les représentations de cet ouvrage faisaient le vide dans la salle […]. Fabien Pillet, qui vint à la rescousse, […] adressa au Journal de Paris [… que] « la salle était remplie de spectateurs » […]. Cette fois la querelle était terminée[159]. ». Ceci intervint au terme d'un mois de publications.
- 1799 :
  - Adolphe et Clara ou les Deux Prisonniers, comédie en un acte et en prose mêlée d’ariettes, livret de Marsollier, créée le 22 pluviôse an VII à l'Opéra-Comique (salle Favart)[L 22].
  - Roger ou le Page, comédie en trois actes et en prose, livret de Edmond de Favières et Marsollier, créée le 20 ventôse an VII à l'Opéra-Comique (salle Favart).« Seconde édition, revue et corrigée, de celui qui avait paru sans succès, un an auparavant, sous le titre de Primerose. […] Il [Favières] ne fut pas beaucoup plus heureux que précédemment[160]. ».
  - Laure ou l'Actrice chez elle, comédie en un acte et en prose mêlée d’ariettes, livret de Marsollier, créée le 3 vendémiaire an VIII à l'Opéra-Comique (salle Favart).
- 1800 :
  - Le Rocher de Leucade, comédie en un acte et en prose mêlée d’ariettes, livret de Marsollier, créée le 25 pluviôse an VIII à l'Opéra-Comique (salle Favart). Celle-ci sera à l'origine de trois bagarres : deux pendant la représentation et la troisième à la suite de la chute prématurée du rideau[161],[162].
  - Une matinée de Catinat ou le Tableau, opéra en un acte et en prose mêlé d’ariettes, livret de Marsollier, créé le 7 vendémiaire an IX, au théâtre Feydeau.
  - Maison à vendre, comédie en un acte et en prose mêlée d’ariettes, livret d'Alexandre Duval, créée le 1 brumaire an IX à l'Opéra-Comique (salle Favart). Les chanteurs Jean-Blaise Martin (du théâtre Feydeau) et François Elleviou (de la salle Favart) en devinrent les vedettes au moment de la fusion des deux salles en 1801[L 23]. Le seul opéra écrit pour Dalayrac par Alexandre Duval. Dalayrac insistait depuis longtemps pour avoir la collaboration de ce brillant librettiste. Duval raconte lui-même que c’est par un stratagème que le compositeur obtint son livret : ce dernier avait convié Duval dans sa campagne de Fontenay-sous-Bois, l’avait d’abord très bien traité puis l’enferma par surprise à clé dans sa chambre, jusqu’à l’achèvement du texte[163]. Duval finalement s’était pris au jeu et signa « une des pièces les plus amusantes du répertoire. La musique est franche et d’une désinvolture charmante, sans toutefois offrir des beautés saillantes. Nous signalerons les deux duos : « Depuis longtemps j’ai le désir » et « Chère Lise, dis-moi : je t’aime », l’air : « Fiez-vous, fiez-vous aux vains discours des hommes » et celui « Trop malheureux Dermont »[164] ».
- 1801 :
  - Léhéman ou la Tour de Neustadt, drame lyrique en trois actes et en prose, livret de Marsollier, créé le 21 frimaire an X à l'Opéra-Comique (théâtre Feydeau)[L 24].Son étude illustre l'utilisation du trombone dans ce type de musique aux XVIIe et XVIIIe siècles[165].
- 1802 :
  - L'Antichambre ou les Valets maîtres, opéra-comique en un acte et en prose, livret d'Emmanuel Dupaty, créé le 8 ventôse an X à l'Opéra-Comique (théâtre Feydeau). Cette pièce ridiculisait les nouveaux parvenus de la cour de Bonaparte. Mais elle fut d'abord interdite, car « Le lendemain matin, des courtisans zélés vinrent faire aux Tuileries grand étalage de leur indignation. On rapporta à Bonaparte que les personnages étaient trois laquais portant des habits de la même couleur que ceux des Consuls ; qu'un militaire interrogé par un de ces laquais sur ce qu'il était, répondant : « Je suis au service, » le laquais lui répliquait : « Et moi aussi ; nous sommes collègues. » On dit que Chénard, acteur qui jouait dans cette pièce, avait singé les manières du Premier Consul[166]. ». Dupaty fut conduit à Brest et détenu avant un départ pour l'armée de Saint-Domingue. Mais il revint à Paris six mois plus tard lavé de tout soupçon. Cet opéra-comique reparu sous le titre : Picaros et Diego.
  - La Boucle de cheveux, comédie en un acte et en prose mêlée d’ariettes, livret de François-Benoît Hoffmann, créée le 8 brumaire an XI à l'Opéra-Comique (théâtre Feydeau).Cet ouvrage, selon Arthur Pougin, connait deux accueils : « tombé le soir de la première représentation, refait par ses auteurs et rejoué avec succès le 23 novembre suivant[167] ».
- 1803 :
  - Picaros et Diego ou la Folle Soirée, opéra-comique en un acte et en prose, livret de Dupaty, créé le 13 floréal an XI à l'Opéra-Comique (théâtre Feydeau)[L 25]. Hormis les changements de lieu et de noms apportés par l’auteur du livret, il s’agit de la même pièce que L’Antichambre ou les Valets entre eux. Selon Félix Crozet, « cette partition est un des meilleurs opéras de Dalayrac. Elleviou et Martin y jouèrent les rôles principaux. On y distingue les morceaux suivants […] Duos : « En m'approchant tout doucement » et « Elle était donc bien séduisante »[168]. ».
- 1804 :
  - La Jeune Prude ou les Femmes entre elles, comédie en un acte et en prose mêlée d’ariettes, livret de Dupaty, créée le 3 nivôse an XI à l'Opéra-Comique (théâtre Feydeau)[L 26].
  - Une heure de mariage, comédie en un acte et en prose mêlée d’ariettes, livret de Charles-Guillaume Étienne, créée le 29 ventôse an XII à l'Opéra-Comique (théâtre Feydeau)[L 27].
  - Le Pavillon du Calife ou Almanzor et Zobéïde, opéra en deux actes et en vers libres, livret de Jean-Baptiste-Denis Despré, Jacques-Marie Deschamps et Étienne Morel de Chédeville, créé le 22 germinal an XII, au théâtre des Arts. Il s’agit du seul ouvrage que Dalayrac ait écrit pour l’Opéra de Paris. Il sera abandonné après la quatrième représentation. Dès sa sortie la critique est mitigée : « Peu d’intérêt, de jolis tableaux, la musique est agréable[169]. ». Il deviendra, avec la même musique alors posthume de Dalayrac, Le Pavillon des fleurs ou les Pêcheurs de Grenade, comédie en un acte et en prose mêlée d’ariettes, livret de Pixerécourt, créée le 13 mai 1822 à l'Opéra-Comique (salle Favart)[L 28]. Il sera considéré comme « une pièce agréable[170]. ».

- 1805 :

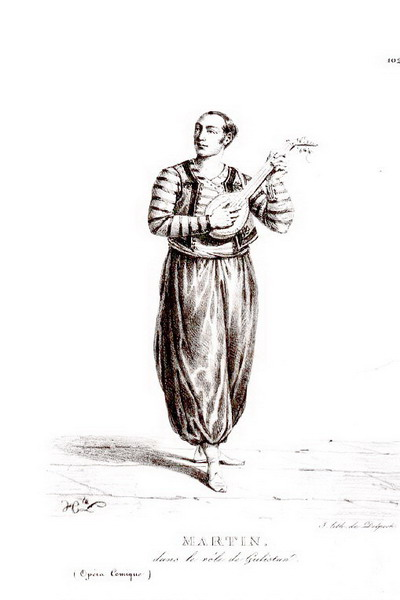
Martin dans le rôle de Gulistan selon la lith[ographie] de Delpech (XIXe siècle).

  - Le Héros en voyage, à-propos en un acte et en vers mêlé de chansons languedociennes, livret de Michel Dieulafoy. Dalayrac dans une lettre, du 6 prairial an XIII à son frère, la juge ainsi : « la pièce de Michel Dieulafoi est courte, jolie, écrite en vers ; elle a de la noblesse, de la dignité et parait parfaitement analogue au sujet[Tt 4] ». Cette pièce de circonstance n'a jamais été représentée : les auteurs tous deux Languedociens l'avaient composé pour le passage de Napoléon à Toulouse, mais le voyage de ce dernier n’ayant eu lieu que deux ans plus tard, Dalayrac, malade, ne put la donner[Px 22].
  - Gulistan ou le Hulla de Samarcande, comédie en trois actes et en prose mêlée d’ariettes, livret de Charles-Guillaume Étienne et La Chabeaussière tirée des Mille et une Nuits, créée le 8 vendémiaire an XIV à l'Opéra-Comique (théâtre Feydeau)[L 29]. Le livret raconte l'histoire d'un hulla. Ce « mari intermédiaire » est soudoyé par un premier mari turc. L'épouse initialement répudiée peut être pardonnée mais elle ne retrouve sa place au foyer qu'après avoir consommé ce « second mariage ». Cet opéra est, selon Chouquet, « le plus important et le plus complet des opéras de Dalayrac[172] ». Deux airs conquirent l’assistance : la romance de Gulistan « Le point du jour à nos bosquets » et l’air chanté par Ponchard père « Cent esclaves ornaient ce superbe festin ».
- 1806 :
  - Deux Mots ou Une nuit dans la forêt, drame en un acte et en prose mêlé d’ariettes, livret de Marsollier, créé le 9 juin 1806 à l'Opéra-Comique (théâtre Feydeau)[L 30].
  - Koulouf ou les Chinois, comédie en trois actes et en prose mêlée d’ariettes, livret de Pixerécourt, créée le 18 décembre 1806 à l'Opéra-Comique (théâtre Feydeau)[L 31].
- 1807 :
  - Lina ou le Mystère, drame lyrique en trois actes et en prose, livret de Reveroni Saint-Cyr, créé le 8 octobre 1807 à l'Opéra-Comique (théâtre Feydeau). Le sujet était scabreux pour l’époque et le librettiste désira rester anonyme. Un gentilhomme revient de guerre et découvre que sa jeune épouse, qu’il a quittée juste après les noces, a récemment accouché d’un garçon. Le dénouement sera terrible pour lui car il découvrira ce que celle-ci a longtemps caché : l’enfant est le fruit d’un viol. Mais il apprendra aussi à sa grande honte qu’il l’a lui-même perpétré sur elle alors qu’ils ne se connaissaient pas lors du sac de la ville où elle se trouvait. L’opéra eut une seconde version sous le titre de Selma pour le Théâtre de l'Odéon et versifiée par l’académicien Jean-Pons-Guillaume Viennet qui, prudemment, transporta les faits des Pyrénées dans le Caucase. Félix Clément regrettait que Dalayrac n’ait pas assez exploité musicalement le scénario[173].
- 1809 :
  - Élise-Hortense ou les Souvenirs de l'Enfance, comédie en un acte et en prose, mêlée d’ariettes, livret de Marsollier, créée le 26 septembre 1809 à l'Opéra-Comique (théâtre Feydeau).
- 1811 :
  - Le Poète et le Musicien ou Je cherche un sujet, comédie en trois actes et en vers mêlée de chant, livret de Dupaty qui ajouta un prologue en vers libres en hommage à Dalayrac disparu, créée le 30 mai 1811 à l'Opéra-Comique (théâtre Feydeau)[L 32]. L’ouverture est un pot-pourri des meilleures mélodies du compositeur composé par son confrère Jean-Pierre Solié. L'intrigue compliquée est suggérée par le sous-titre de la comédie, où le poète développe un sujet d'acte en acte, et qui « est si vive, que la musique y trouve difficilement l’occasion de se placer et de se développer. […] Dalayrac a écrit cette partition avec beaucoup de soin et un certain luxe musical, tribut qu’il payait peut-être à regret au goût du moment[174]. »
- s.l.n.d. :
  - La Sérénade vénitienne (2 couplets de Bianca), est restée sous forme de brouillon autographe de Dalayrac[L 33]. Il s’agit d’une chanson probablement destinée à un opéra-comique. La partition est limitée aux cordes seules. Il y est apposée une note du bibliothécaire du Conservatoire de Toulouse qui indique que le document lui « a été donné par M. Guilbert de Pixerécourt qui l’a tiré devant moi d’un portefeuille qui en contenait un assez grand nombre, ils étaient tous d’une copie identique à celui-ci et quelques-uns portaient la signature de Dalayrac ».

### Musique instrumentale
La musique instrumentale de Dalayrac qui nous est parvenue est pour une grande partie répertoriée, bien que pas précisément datée,. Les quatuors à cordes y dominent. Parfois la composition est complètement originale ailleurs ils « se composent d'airs empruntés aux opéras-comiques à la mode, airs variés et brodés de mille manières, souvent de façon très habile ».
- Six duos pour deux violons, op. 3 nos 1-6, (1776), « dédiés à S.A.R. Monseigneur le comte d'Artois et composés par M. d’Alairac amateur », serait d’après le catalogue de M. de La Chevardière sa première œuvre[177],[178],[I 1].
- Six duos pour deux violons, sans numéro d’opus.
- Six duos pour violon et alto, op. 6 nos 1-6.
- Six trios à deux violons et basse, op. 2 nos 1-6, (1777), « composés par M. d’Alairac »[I 2].
- Six quatuor concertans pour deux violons alto et basse, op. 4 nos 1-6, (1779), « dédiés à Monseigneur comte d'Artois par M. d'Alayrac l'un de ses gardes du corps »[I 3].
- Six quatuors concertants pour deux violons, alto et basse, op. 7 nos 1-6, (1781), « dédiés à M. le comte d'Affrÿ par M. N. D. L. C. »[I 4].
- Six quartetto concertants pour deux violons, alto et basse, op. 8 nos 1-6, (1781), « dédiés à Mme de Nicolaÿ par M. D. L. C. »[I 5].
- Six quatuors concertants pour deux violons, alto et basse, op. 11 nos 1-6, (1781), « dédiés à S.A. Monseigneur le prince de Marsan composés par M. Dalayrac amateur »[I 6].
- Quatuors connus, mis en variation et en dialogue pour deux violons, alto et basse.
- Deuxième recueil d’airs d’opéra-comique arrangés pour violon.
- Six quatuor d'airs connus mis en variation et en dialogue pour deux violons, alto et violoncelle, op. 10 nos 1-6, (1782), « dédiés à M. le comte d'Ogny, par M. d’Alayrac »[I 7].
- Ouverture de L'Éclipse totale arrangée pour le clavecin ou forte-piano, (1782), « par M. Dalayrac »[I 8].
- Les Trois Sultanes. Dalayrac publia sous ce titre un matériel d'orchestre, vers 1800 (ouverture et 2 airs)[179].

« Toute l’œuvre instrumentale de Dalayrac se place sous le signe de la réunion des goûts italiens et français prônée par Couperin. […] Que ces œuvres aient ou non leur origine dans des airs d’opéra-comique, le phrasé instrumental est calqué sur le chant, sur sa flexibilité et ses respirations ».

### Chansons
Dalayrac a composé la musique de chansons « de circonstance » qui sont très largement dominées par les chansons révolutionnaires.
- 1784 :
  - Couplets pour la fête de Mme la Comtesse de M., chantés par Mlle sa Fille, paroles de M. de La Chabeaussière (écuyer), musique de Nicolas Dalayrac[181].
- 1791 :
  - Le Salut de l’Empire, chanson patriotique, paroles de Adrien-Simon Boy, musique de Dalayrac.Dalayrac a composé un air sur les paroles de « Vous qui d'amoureuse aventure » dans son Renaud d’Ast puis Boy en a fait un timbre en associant des paroles révolutionnaires. Cette chanson extrêmement populaire sera un faux timbre pour de nombreux chansonniers[Pe 1]. Le 30 septembre 1792, Gossec réorchestrera cette chanson qui servira d’ouverture à son patriotique Hymne à la Liberté[182]. Julien Tiersot écrira que « cette musique aimable et galante, associée aux paroles révolutionnaires et soutenue par la rude instrumentation de Gossec, a subi à leur contact une transformation qui va presque jusqu'à la rendre méconnaissable[183] ».
- 1794 :
  - Ode à l’Être suprême, par Auguste Dossion[N 49] du théâtre du Vaudeville, musique de Dalayrac. Cette ode est analysée comme une « Gentille romance dont le caractère ne convient pas absolument aux paroles[Pe 3] ».
  - Les Canons ou la Réponse au salpêtre, paroles de Coupigny, des bureaux de la Marine, musique de Dalayrac. Il s’agit de la réponse aux stances chantées à la fête des élèves pour la fabrication des canons, poudre et salpêtre, paroles de F. Pillet, musique de Catel. La fête de cette école s’était tenue le 30 ventôse an II à la Convention[184]. Avec un siècle de recul le jugement de cet hymne reste indulgent : « L’air de Dalayrac a beaucoup d’entrain[Pe 4] ».
  - Couplets, par le citoyen Collin d’Harleville, musique de Dalayrac[Pe 5].
  - Adieux d'un vieillard à son fils en l'envoyant aux frontières, chanson patriotique, paroles de Coupigny, musique de Dalayrac[Pe 6].
  - Hymne sur le dévouement héroïque de l'équipage du vaisseau Le Vengeur, présenté au Comité de Salut public, par l'auteur. Air : Veillons au salut de la France[Pe 7],[C 1]. Lors du combat naval du 13 prairial an II, le vaisseau Le Vengeur a été défait par les Anglais. Il a été rapporté que l’équipage s’était engloutit avec son navire aux cris de « Vive la République[185] ! ». Cet épisode a été magnifié par de nombreux chansonniers.
- 1795 :
  - La Journée du 12 germinal, intermède, paroles improvisées de Jean-Antoine Lebrun-Tossa, musique de Dalayrac, interprétée par Fay le 14 germinal an III, théâtre de la rue Favart. Cette chanson rapporte l'insurrection des sans-culottes à Paris contre la Convention, pour réclamer du pain. « Ils ont été fort applaudis[186] ». En raison du contexte historique, « les hymnes révolutionnaires continuent de s’intégrer dans le spectacle[187] ».

Par ailleurs, « Dalayrac fut la providence des chansonniers qui puisèrent une quinzaine d’airs – et non des moins bien venus – dans neuf de ses opéras-comiques. » Un même air pouvait être utilisé par plusieurs auteurs. Dans tous les cas, si « la musique n'en est pas notée, suivant l'usage du temps, les couplets sont faits sur des airs connus, et ces timbres sont chaque fois indiqués avec soin ».

### Théâtre
Dalayrac est l'auteur de Lamentine ou les Tapouis, pièce tragi-comique en deux actes et en vers, écrite en collaboration avec de La Chabeaussière ainsi que deux jeunes gens désignés par des initiales MM. T. A. et M., créée le 12 août 1779 au Théâtre-Italien. Selon Audiffret, cette pièce, « destinée à rivaliser avec Jeannot au spectacle des Variétés-Amusantes, fut retenue par les Comédiens-Italiens, mais n’obtint sur leur théâtre que deux ou trois représentations, en 1779, parce que les longueurs, un grand nombre de vers pris dans diverses tragédies et des plaisanteries graveleuses y remplaçaient trop souvent la bonne et franche bouffonnerie. Cette parade fut imprimée en 1780, in 8°, sans nom d’auteur ». La note qui accompagne cette analyse semble erronée, bien qu’elle soit reprise dans de nombreux écrits. Les Almanachs des Spectacles ne mentionnent pas Rozet, mais bien Dalayrac comme coauteur.

## Style

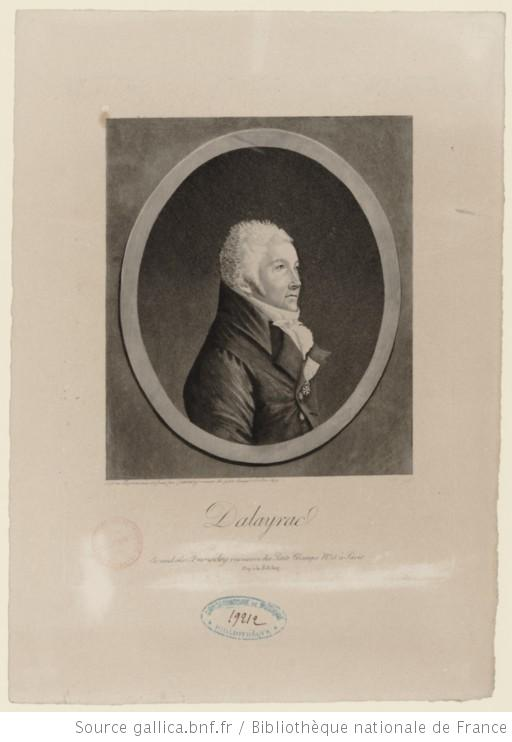
Dalayrac : dessin au physionotrace et gravé par Quenedey (1809),.

L'œuvre de Dalayrac, marquée par une « sentimentalité mièvre » selon Paul Robert et Alain Rey, témoigne d'une « aimable facilité » pour Frédéric Robert. Toutefois ce jugement est émis alors que l’œuvre n’est plus exécutée. Il y a deux siècles elle était interprétée par des artistes renommés. La seconde moitié du XXe siècle ressuscite à peine Philidor, Méhul et Grétry, Boieldieu ou Auber. Pendant toute la période où il compose des opéras-comiques, Dalayrac enregistre presque à chaque fois un succès considérable et est estimé et honoré de ses contemporains autant pour son talent que pour sa personnalité. En seulement guère plus d’un quart de siècle, il a été un des plus prolifiques compositeurs de son temps.

### Opéra-comique en plein développement
Quand le compositeur voit le jour, on peut penser que la querelle des Bouffons est près de s’éteindre mais elle est ranimée par Jean-Jacques Rousseau entre Gluckistes et Piccinistes. Le bouillonnement d'idées apparu avec l'Encyclopédie perdure, et l'opéra est toujours l'« une des manifestations les plus importantes, les plus actives de la vie intellectuelle. » Les discussions musicales sont passionnées et on dispute toujours la suprématie ou des Italiens ou des Français. Ce qui doit concerner l’opéra concerna aussi inévitablement l’opéra-comique (opera buffa). Les productions de Dalayrac, éloignées du sérieux et du pompeux opera seria, sont appréciées durant une époque assombrie par les événements révolutionnaires pendant lesquels, « les œuvres théâtrales affectent plus ou moins un aspect mélodramatique et déclamatoire. […] La gaieté a perdu son rire franc et joyeux ».
Voltaire écrit : « L’opéra-comique n’est autre chose que la Foire renforcée. Je sais que ce spectacle est aujourd’hui le favori de la nation ; mais je sais aussi à quel point la nation s’est dégradée. » L’opéra-comique, en effet, est né des comédies montées à l’occasion des foires, pièces parlées mais entrecoupées de refrains faciles à retenir ou de pièces musicales parodiées et adaptées à la circonstance. Après Rousseau pour qui seule la musique italienne peut réellement exister mais qui s'est finalement incliné devant le génie de Gluck, Voltaire reconnaît à son tour le mérite des nouveaux compositeurs, avec un goût prononcé pour Grétry qu'il défend farouchement et à qui il donne deux ouvrages pour les Comédiens-Italiens. Méhul qui a suivi l’exemple de Gluck et Grétry, véritable fondateur du genre, a eu Dalayrac comme disciple.

### Dalayrac en son temps
De son vivant, même aux heures sombres de la Terreur, la réputation de Dalayrac était grande, et sa musique demeurait très populaire. Selon Paul Pittion, « le peuple n'en continuait pas moins à chanter les airs des opéras-comiques de Monsigny, Dalayrac ou Grétry. Et l'on entend, paraît-il, le condamné Monjourdain fredonner la romance Il faut quitter ce que j'adore en montant sur l'échafaud ».
Plus encore que le Liégeois Grétry, son modèle, il représente l’esprit français ; « esprit essentiellement français » certifie Chouquet.
Les jugements sur l’œuvre de Dalayrac sont contrastés. Le compositeur s’est attaché à plaire au public le plus large et son succès ne s’est jamais démenti sans qu’il n’ait élargi ses capacités orchestrales. Autant les représentations de ses pièces sont régulièrement saluées par les journaux et font accourir le public populaire, autant elles sont, surtout à ses débuts, la cible de musicographes pour lesquels il possède un « genre de talent nécessaire pour réussir auprès des Français, plus chansonniers que musiciens ». Interrogé à propos d’ouvrage en cours, il affirme, dit-on, composer « de la musique à quarante-quatre sous » — le prix d’un billet de parterre.
Dalayrac se caractérise par « le sentiment de la scène qu'il possédait au plus haut degré. C'est à cet instinct excellent qu'il dut en partie ses nombreux succès, tant pour le choix heureux de ses sujets, que pour la manière réservée, habile et ingénieuse dont il savait les présenter sous la forme musicale ».
Il essaie de choisir les meilleurs livrets, « convaincu de cette vérité que jamais, à Paris, une mauvaise musique ne fait tomber un bon poème, mais aussi que la meilleure musique ne soutient pas une mauvaise pièce ».
Il produit aussi bien des vaudevilles que des drames, l’approche de ces deux genres fait écrire : « son chant est gracieux et facile dans ses ouvrages comiques ; il est plein de chaleur et de passion dans ses opéras sérieux ».
Pour Chouquet, l’orchestre de Dalayrac « plus nourri que celui de Grétry, offre des variétés de timbres qu’on ne recherchait pas encore à l’époque […] et l’harmonie en est toujours à quatre parties ». Mais, joignant son opinion à celle d’Adolphe Adam, il ne le reconnait pas pour un plus grand musicien que son devancier Grétry : si celui-ci n’a pas une formation complète, il a davantage l’instinct de la musique. Toujours pour Adolphe Adam, élève de Luigi Cherubini, « la mélodie est facile et abondante, mais un peu commune ». Grétry n’a pourtant pas eu d’autre ambition que d’apporter la « vérité » dans la ligne mélodique, et écrit : « ma musique […] dit juste les paroles suivant leur déclamation locale ». Dalayrac comme son aîné, reste avant tout un mélodiste, « ses derniers ouvrages ne sont pas plus richement instrumentés que les premiers », et il devient rapidement le spécialiste des romances et des ensembles de voix comme les duos, les trios et les finales.

### Postérité
Cependant, son étoile pâlit au cours du XIXe siècle. Dans ses Mémoires d'un touriste, parus en 1838, Stendhal écrit, après une représentation à l'opéra : « Qu’est-ce que la musique qui, avant tout, n’est pas un bonheur pour l’oreille ? C’est cette douceur que n'avait jamais la musique de ce soir, imitée de Weber. Grand Dieu ! Rendez-nous Dalayrac ! ».
Dans ses Mémoires autobiographiques, écrits à partir de 1849, Hector Berlioz revient à sa première impression musicale lors d'une messe pour sa première communion : « Cet air, si naïvement adapté à de saintes paroles […], était celui de la romance de Nina : Quand le bien-aimé reviendra. Je l'ai reconnu dix ans après. Quelle extase de ma jeune âme ! Cher d'Aleyrac ! Et le peuple oublieux des musiciens se souvient à peine de ton nom, à cette heure ! ». L'auteur de la Symphonie fantastique a toujours conservé le goût de ces opéras-comiques, qu'il découvre en 1822, « cette musique touchante, enchanteresse, de Dalayrac, la gaieté de celle de Boïeldieu […] ».
En 1857, Adolphe Adam donne son sentiment sur la musique de Dalayrac : « Dalayrac est peu musicien : il sait à peu près tout ce qu’il a besoin de savoir pour exécuter sa conception. Jamais il n’a voulu faire plus qu’il n’a fait et, eût-il possédé toute la science musicale que de bonnes études peuvent faire acquérir, il n’eût produit que des œuvres plus purement écrites mais sa pensée ne se fût pas étendue plus loin et ne se fût pas élevée davantage : l'instinct des combinaisons et de l'intérêt de détail lui manquait complètement ».
Félix Clément stigmatise encore, en 1878, « l'éducation musicale encore si incomplète en France, même chez les gens d'esprit, qu'on appelait charivari ultramontain Le nozze di Figaro de Mozart et Il matrimonio segreto de Cimarosa » ; leur musique cherche à exprimer à elle seule tous les sentiments, en laissant les voix comme simples accompagnements.
Toutefois en 1891, Arthur Coquard indique qu'entre opéra-comique et orchestre « le nom qui domine cette époque de transition est celui de Dalayrac, l'auteur de Nina (1786) et de Camille (1791). Sans égaler Monsigny et Grétry, Dalayrac occupe une place brillante parmi les anciens maîtres de l'opéra-comique, et plus d'une page, dans ces ouvrages vieux d'un siècle, a gardé une étonnante fraîcheur, témoin cette pénétrante romance de Nina : « Quand le bien-aimé reviendra… » dont Paisiello n'a pas égalé la profondeur. »
En 1935, Richard Strauss écrit que l'orchestre moderne est devenu le seul instrument capable de représenter cet « incommensurable » auquel seuls accèdent des sentiments inconnus, citant Haydn, Weber, Berlioz et Wagner comme modèles. En 1970 le musicologue Frédéric Robert juge la musique de Dalayrac, ainsi que celle des compositeurs de son temps, comme appartenant à un passé musical demeuré embryonnaire.
Cependant, En 1992,la musicologue nord-américaine Karin Pendle estime que « les meilleures œuvres de Dalayrac, théâtralement séduisantes et solides techniquement, ont également quelque chose à dire. Si leurs messages n’atteignent pas les auditeurs modernes, peut-être est-ce nous qui y perdons » et elle rappelle qu'« il créa deux chefs-d'œuvre de la comédie sentimentale du XVIIIe siècle, Nina (1786) et Les Deux Petits Savoyards (1789) ». Ceci n’efface pas que pour d’autres, tel Castil-Blaze, Léon et Camille sont ses deux premiers chefs-d’œuvre.
En 2009, le chanteur lyrique Jean Kriff rappelle ses orchestrations et insiste sur ses soli instrumentaux qui, en se mariant avec les voix, en ont fait le maître incontesté des romances. Il remémore ses écrits pour archets col legno, et « d'autres effets [qui] furent ses enfants tels que la garniture des mailloches de percussion par des chiffons ou les appels de trompettes depuis la coulisse. Ce procédé sera repris abondamment par Méhul et surtout par Beethoven dans Fidelio. »

## Hommages

### À Fontenay-sous-Bois

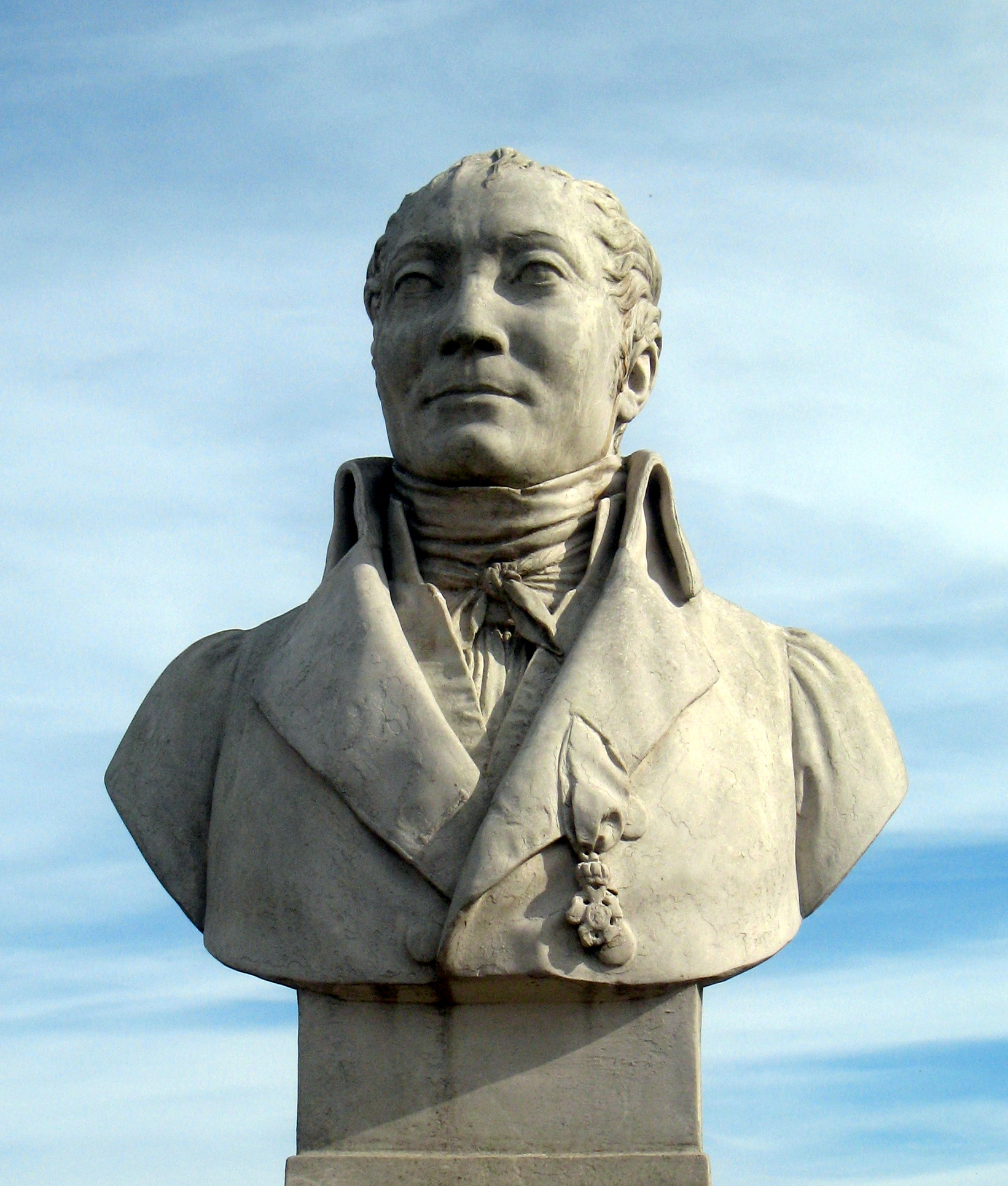
Buste de Nicolas Dalayrac sur sa tombe à Fontenay-sous-Bois (2010).

Dès 1810, un buste est présent auprès de la sépulture de Nicolas Dalayrac dans le jardin de sa maison de campagne. Guilbert de Pixerécourt le décrit ainsi : « Plus loin, dans un renfoncement, sort du milieu d’une touffe de rosiers, un buste dont la ressemblance transmettra à la postérité les traits d’un des hommes les meilleurs et les plus estimables ». En 1838, les restes de Dalayrac sont transférés au cimetière de Fontenay-sous-Bois. Le monument funéraire d'époque, peint par l'architecte Lion, nous est parvenu. Il comprend ce buste de marbre blanc attribué à Pierre Cartellier. Le piédestal est gravé d’une lyre et du titre des opéras composés. En 2002 le buste, très abîmé par le temps,, est restauré par l'atelier de moulage Lorenzi à Paris. Celui-ci s'appuie sur un plâtre attribué à Cartellier pour réaliser un buste en résine et en poudre de marbre. Une plaque de marbre de Carrare gravée à l'or fin du nom de ses œuvres recouvre le piédestal.
À l’origine, le plâtre de ce buste se trouve dans la maison de campagne de Dalayrac. En 1935, il est mentionné, semble-t-il pour la dernière fois, par Adolphe Boschot, qui habite la maison, et Georges Naudet : « 36, rue du Parc, à Fontenay-sous-Bois […], on peut voir […] un buste ancien, en plâtre, de Dalayrac. » Au XXIe siècle  un plâtre est conservé à l'hôtel de Ville de Fontenay-sous-Bois. Il participe notamment à la restauration du monument du cimetière,
L'existence de deux médailles est connue. La première est décrite par Gilbert de Pixerécourt « dans l’intérieur du caveau où repose sa cendre, est une médaille en plomb suspendue à la voûte par une chaîne de fer ». Il est possible qu'elle se trouve dans le tombeau du musicien depuis l'inhumation de sa femme ou lors du transfert vers le cimetière municipal. La seconde, en bronze, est réalisée par Armand Auguste Caqué. Elle est frappée à l'initiative de Pixerécourt en 1838 pour rappeler le moment du transfert.
Parallèlement, le 16 janvier 1834, une délibération municipale décide de donner le nom de rue Dalayrac à la rue Mauconseil-des-Champs (qui n'était d'ailleurs que le prolongement de la rue Mauconseil) au numéro 7 de laquelle se trouvait la maison de campagne de Dalayrac.

### À Paris

#### Sculptures
À la suite d'une souscription d’auteurs et de compositeurs, dont Guilbert de Pixerécourt donne les noms, un buste en marbre est réalisé par Pierre Cartellier et installé en mai 1810 dans le foyer du public de l’Opéra-Comique (salle Feydeau). En 1813, un groupe de fanatiques de musique allemande jette le buste aux égouts (deux anonymes démentent la participation des dénommés « musiciens de Perpignan ») mais il est heureusement récupéré. Le 12 avril 1829, l’Opéra-Comique s'installe au théâtre Vendatour, mais la troupe va traverser une crise économique. De ce fait, les propriétaires de la salle deviennent également propriétaires du mobilier, donc du buste placé dans le nouveau foyer. L’Opéra-Comique réintègre la salle Favart en 1847. Cependant, le 12 juin 1853, le buste est toujours « relégué dans les combles du théâtre Vendatour » : Sallard se heurte aux propriétaires qui ne souhaitent pas qu’il soit « rendu à l’Opéra-Comique ou placé au musée de Versailles ». En 1985, un buste en marbre de Nicolas Dalayrac réalisé par Pierre Cartellier en 1810 est situé dans les réserves du musée des Augustins de Toulouse,. Ce buste, compte tenu de la liste des souscripteurs qui y est portée, est bien le premier de l'Opéra-Comique (salle Feydeau),.
En juillet 1852, le directeur des Beaux-arts commande à Jean-Louis Jaley un buste en marbre pour le foyer de l’Opéra-Comique (deuxième salle Favart) . Présenté au Salon des artistes français en 1853 avant sa mise en place, il est qualifié de « très bon. » « L’Opéra-Comique va perdre dans l’incendie de 1887 le buste de Cartellier [lire Jaley]. Il le remplacera onze ans plus tard par un médaillon de Bottée, à la manière de David d’Angers ». Ce médaillon sculpté est l'un des six qui ornent la partie supérieure du grand mur du foyer du public de la salle Favart.
En 1867, l’État commande un buste en marbre à Pierre-Amédée Brouillet pour la bibliothèque du Conservatoire impérial de musique et de déclamation. Il est achevé en 1870. Il s’agit d’une copie du plâtre du buste de Jaley. En 1894, le plâtre préparatoire de cette œuvre a été offert au musée Rupert-de-Chièvres à Poitiers par la Société des antiquaires de l'Ouest.
En 1881, par l'intermédiaire de Charles Garnier, parmi d'autres, est commandé un buste en marbre à Eugène Basly pour le Théâtre national de l'opéra (opéra Garnier). Après exposition au salon annuel de 1890, il est livré le 25 juillet 1891, et placé dans le couloir des premières loges. Le plâtre de ce buste, remis en 1891, se trouve dans les réserves du musée des Augustins de Toulouse,.

#### Voie
En 1826, une rue est ouverte en même temps que la rue Marsollier comme rue de pourtour du théâtre Ventadour. La salle est construite cette année sur l'emplacement de l'Hôtel de Lionne pour y recevoir la troupe de l’Opéra-comique. Située dans le second arrondissement, elle reçoit en 1829 le nom du compositeur Dalayrac. La salle Ventadour abrite désormais un des restaurants et une des salles de sports de la Banque de France. En mai 2014, au no 36 le Rikiki théâtre qui devient ultérieurement le Théâtre Dalayrac y propose des pièces contemporaines.

#### Écrits
Les Violons de Dalayrac est un roman d’Alexandre Fourgeaud paru en 1858. Le sujet rapporte que « le père de Dalayrac, austère magistrat, n'entendait pas que son fils négligeât les Pandectes, et lui brisait tous ses violons. »
Les Trois Nicolas est un opéra-comique en 3 actes, musique de Louis Clapisson, livret de Eugène Scribe, Bernard Lopez et Gabriel de Lurieu, créé le 16 décembre 1858 à l'Opéra-Comique (salle Favart). L'histoire est inspirée d’un épisode de la jeunesse de Dalayrac qu’incarnait le ténor Achille-Félix Montaubry pour ses débuts à Paris. On a surtout retenu un air du personnage de Dalayrac : « Aussitôt que je t’aperçois » pris dans Azémia ou les Sauvages.

### À Toulouse

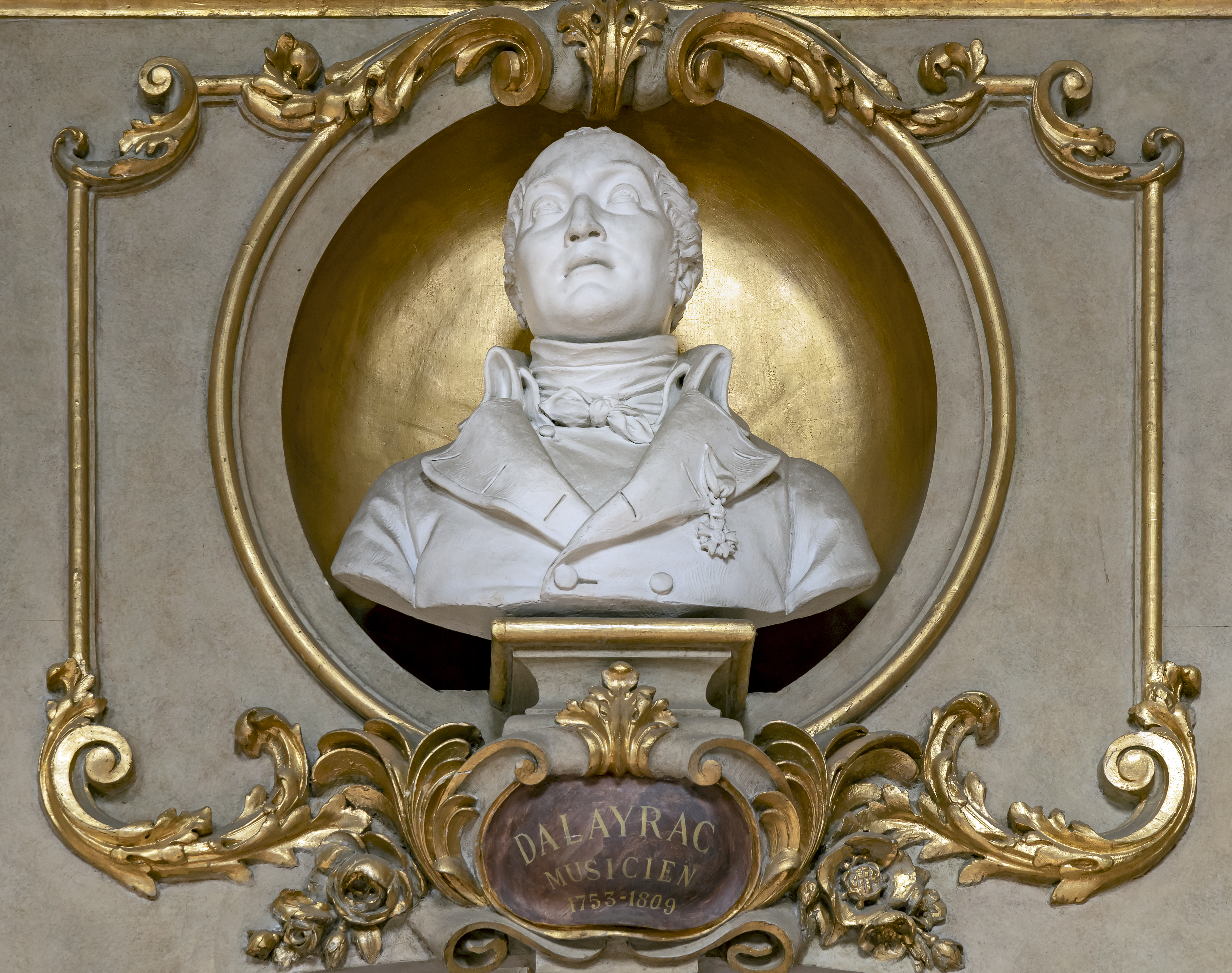
Buste de Nicolas Dalayrac, salle des Illustres au Capitole de Toulouse (2018).

Le 28 mai 1838, le conseil municipal décide de placer un buste de Dalayrac réalisé par Henry Maurette dans la salle des Illustres du Capitole. Son inauguration a lieu le 29 juillet 1839 en présence d'élus municipaux, de membres de la société Sainte-Cécile (à l’origine de la demande), de membres de la famille et d'artistes. Partisans du latin ou du français débattront avant de choisir une inscription qui énonce notamment que « ses romances et ses airs ont nationalisé son nom. » Il reste sauf malgré l'incendie du théâtre du 10 août 1917.
Le 1er octobre 1880 est inaugurée la salle restaurée du théâtre du Capitole. Les ornements sont entièrement peints en or. Bernard Bénezet en peignant la coupole figure un portrait de Dalayrac.
En 1835, le passage Parmentier du quartier Belfort est réuni à la rue Bures en une voie unique. En 1851, celle-ci est rebaptisée rue Dalayrac.

### À Muret

#### Sculptures

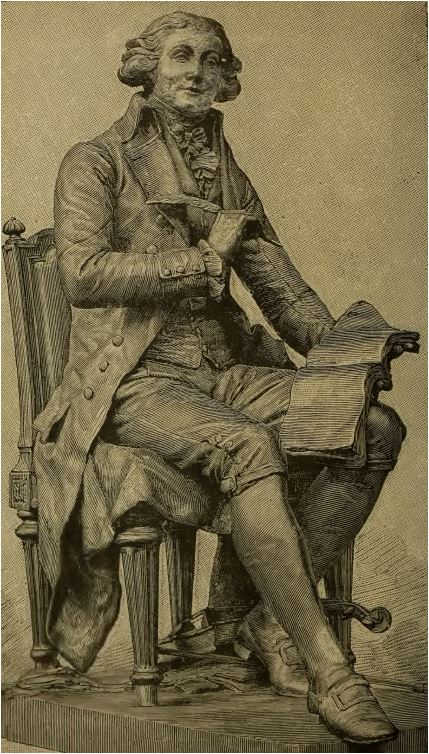
Reproduction d'une lithographie présentant la statue de Nicolas Dalayrac à Muret (1890).

Un buste en terre cuite, attribué à Pierre Cartellier, est réalisé « d'après un moulage pris au lit de mort » et revient à l'un des frères de Dalayrac. Finalement, le lieutenant-colonel Gilbert Dalayrac arrière-petit-neveu du compositeur et dernier héritant portant le nom l'offre en 1930 au musée du Bas-Comminges de la ville de Muret,,.
En mars 1877, le conseil municipal est sollicité une première fois pour l'érection d'une statue de Nicolas Dalayrac. Début 1883, les comités parisien et muretain retiennent le nom de Gustave Saint-Jean pour cette réalisation. Cet enfant du pays, réalise puis expose en 1885 au Salon des artistes français une statue en bronze. Celle-ci est placée à l’une des extrémités de l'allée Niel où elle est inaugurée le 8 avril 1888 en présence d’élus municipaux et de membres de la famille. Cette sculpture néo-classique de 1,90 m est inspirée du portrait de Dalayrac par Greuze en possession de la famille. Le musicien « est représenté assis, tenant un rouleau de musique à la main ; sous son fauteuil se trouvent un violon et un archet ».
Le 21 avril 1942, la représentation est « déboulonnée par des ouvriers étrangers, les muretains ayant refusé » une telle besogne. Il s'agit de l'envoyer à la fonte sur ordre de l'occupant. Dès le 27 novembre 1947, le conseil municipal commande une réplique en pierre — de calcaire avec un socle en grès — à M. Valette, marbrier à Toulouse. Ceci est possible grâce à Joseph Séverat, président du syndicat d'initiative, qui a obtenu du fondeur toulousain un moule de plâtre avant la disparition de l’original. Le 4 juillet 1949 a lieu l’inauguration de l’actuelle statue en pierre. Sont présents le conseil municipal, le lieutenant-colonel Gilbert Dalayrac, arrière-petit-neveu du compositeur, Joseph Niel, arrière-petit-neveu du maréchal dont la statue avait subi le même sort, ainsi que les sculpteurs Bernard Valette et Jean Fonquernie. De chaque côté, est inscrit le titre de ses œuvres.
En 1885, lors de l’exposition de l'original, une réduction en bronze de la statue de 50 cm est acquise par Gilbert Dalayrac neveu du compositeur. Le 27 octobre 1990, Annette Cuzin-Dalayrac fait don de ce bronze au musée Clément-Ader — successeur du musée du Bas-Comminges — de Muret,,.
En 1925, un buste en bronze, inspiré par le portrait de Greuze, est réalisé par Charles-Nicolas Dalayrac. Peu après son décès, en 1930, son épouse Émilie Dalayrac (née Just) l'offre à la ville qui ouvre le musée du Bas-Comminges. À la même date, est offert par le lieutenant-colonel Dalayrac, son frère, un plâtre qui lui est attaché.

#### Dénominations
En 1880, est fondée l’Harmonie Dalayrac. Cet ensemble associe choristes et instrumentistes. « Ses musiciens rapportaient à Muret des médailles d'or gagnées dans les concours nationaux, […] faisaient œuvre de pédagogie auprès des jeunes muretains, en un temps où il n'existait pas d'écoles de musique. »
En 2000, est constitué l’Ensemble instrumental Nicolas Dalayrac. Cette société permet « à des musiciens amateurs qui maîtrisent un instrument à vent ou de percussions de pratiquer leur art dans un groupe. »
Le 28 septembre 1989, le conseil municipal décide de donner le nom de Nicolas Dalayrac à son École municipale d’enseignement artistique.
Le 19 juin 2009, le parc Dalayrac (anciennement parc Monzon) est inauguré. Il s'agit du troisième parc de Muret qui s'étend sur 18 000 m2 au cœur du quartier Saint-Jean. Il existe également une rue Nicolas-Dalayrac.

## Héraldique
Les armoiries reçues par Nicolas Dalayrac répondent aux règles de l’héraldique napoléonienne.
Le blasonnement est : Tranché de gueules et d’azur à la bande d'or, soutenue [sic] d’une champagne de gueules du tiers de l’écu au signe des chevaliers.
La qualité de chevalier de l'Empire est indiquée par les ornements extérieurs : l'écu est sommé d’« une toque de velours noir, retroussée de sinople, avec porte-aigrette d’argent et aigrette de même métal. »
Les signes intérieurs de l’écu indiquent que le compositeur est légionnaire : « une pièce honorable de gueules chargée d’une croix d'argent à cinq doubles branches, sans ruban, ni couronne. »

Les armes de Nicolas Dalayrac.

## Éditions des œuvres de Dalayrac
- Quatuor no 5 pour 2 violons, alto et violoncelle[272].Cette partition de musique de chambre, recueillie en 1921, parait unique en édition moderne.
- L'Amant statue[273].Opéra-comique enregistré en live, en 1985 lors d'un festival.

## Discographie
Trois romances de Dalayrac ont été enregistrées en 2019, dans l'album intitulé « Une soirée chez Berlioz » : « Rien, tendre amour, ne résiste à tes armes » extrait de Gulnare ou l'Esclave persane, « Ô, ma Georgette » extrait Philippe et Georgette et la romance de Nina, « Quand le bien-aimé reviendra » extrait de Nina ou la Folle par amour qui fut la « première impression musicale » de Berlioz.

### Ouvrages généraux
- Loge des Neuf Sœurs, Éloge funèbre du T∴ R∴ F∴ Dalayrac, chevalier de l’Empire, ancien dignitaire de la Loge des Neuf Sœurs, lu dans cet atelier par le F∴ M. de la Chesnaye, Paris, Adrien-Cesar Egron, 1810, 16 p., in-8° (BNF 35157203, lire en ligne).
- Louis Amiable, Une loge maçonnique d’avant 1789 : La R∴ L∴ Les Neuf Sœurs, Paris, Félix Alcan, 1897, 399 p. (lire en ligne).
- Adolphe-Gustave Chouquet, Histoire de la musique dramatique en France depuis ses origines jusqu'à nos jours, Paris, Firmin Didot, 1873, 448 p. (lire en ligne), chap. 8 (« Dalayrac et son œuvre »), p. 180-183.Réédition BiblioBazaar, 2008, 468 p.,   (ISBN 978-0-559-31231-1).
- Félix Clément (ill. Masson, C. Deblois et Massard), Les Musiciens célèbres du seizième siècle à nos jours : (3e édition revue et corrigée), Paris, Louis Hachette, 1878, 3e éd. (1re éd. 1868), XI-672 p., 1 vol. ; gr. in-8 (lire en ligne), « Dalayrac », p. 192-200.
- Constant Pierre, Les hymnes et chansons de la Révolution : aperçu général et catalogue, avec notices historiques, analytiques et bibliographiques, Paris, Ville de Paris, 1904, XIV-1040 p., 1 vol. gr. in-8 (lire en ligne).
- Julien Tiersot, Lettres de musiciens écrites en français du XVe au XXe siècle, vol. 1 : De 1480 à 1830, Turin, Bocca frères, 1924, 945 p., 2 vol. (BNF 31469400), chap. X (« Les fondateurs du conservatoire (suite) - Dalayrac, Pleyel »).
- Auguste Thurner, Les Transformations de l'opéra-comique, Paris, Castel, 1865, 288 p., in-18° (lire en ligne).
- Philippe Vendrix (dir.), Maurice Barthélemy, Karin Pendle, Raphaëlle Legrand, Manuel Couvreur et Bruce Alan Brown, L'Opéra-comique en France au XVIIIe siècle, Liège, Mardaga, coll. « Musique – Musicologie », 1992, 377 p., 22 cm (ISBN 978-2-87009-482-2, BNF 35560989).
- Nicole Wild et David Charlton, Théâtre de l'Opéra-Comique : Paris : Répertoire 1762-1972, Sprimont, Mardaga, coll. « Musique –Musicologie », 2005, 552 p. (ISBN 2-87009-898-7, lire en ligne).

### Monographies
- Adolphe Adam, Souvenirs d’un musicien : Précédés de notes biographiques écrites par lui-même, Paris, Michel Lévy frères, 1857, 267 p., in-18° (lire en ligne), « Dalayrac », p. 217-266.
- (en) David Charlton, « Berlioz, Dalayrac and song », dans Barbara Lucy Kelly (dir.) et Kerry Rosaleen Murphy (dir.), Berlioz and Debussy : sources, contexts and legacies : Essays in honour of François Lesure [« Berlioz et Debussy : sources, contextes et héritages. Essais en l’honneur de François Lesure »], Aldersholt, Hampshire (Royaume-Uni), Ashgate, 2007, XXV-209 p., 24 cm (ISBN 978-0-7546-5392-9), partie 1, p. 3-18.
- Joann Elart, « Aline ou la Nina sacrifiée : regards sur une adaptation romanesque de l’air de Nina », dans (textes réunis par) Michel Delonet Catriona Seth, Sade en toutes lettres : autour d' Aline et Valcour, Paris, Desjonquères, coll. « L'esprit des lettres », 2004, 256 p., 22 cm (ISBN 2-843-21067-4), p. 216-235.
- Jean-Pierre-Jacques-Auguste de Labouïsse-Rochefort, Trente ans de ma vie, de 1795 à 1826 : Mémoires politiques et littéraires de M. de Labouisse-Rochefort, Toulouse, Delsol, 1844-1847, 8 vol. in-8° (BNF 30704732).
- René-Charles Guilbert de Pixerécourt (ill. Gauthier), Vie de Dalayrac : chevalier de la Légion d’honneur et membre de l’Académie royale de Stockholm ; contenant la liste complète des ouvrages de ce compositeur célèbre, Paris, Jean-Nicolas Barba, 1810, 168 p., in-12° (BNF 30556374). La vie et l’énumération des œuvres de Dalayrac sont établies un an après son décès en 1810 par Guilbert de Pixerécourt. Ce contemporain, cadet de vingt ans, appartient au premier cercle de connaissances. Son ouvrage ne peut pas être considéré comme critique, cependant il est constamment repris comme élément de référence pour l’élaboration de toutes les biographies ultérieures. Elles reproduisent ainsi imperfections et données probablement incontournables. À noter une erreur : Dalayrac est « légionnaire » puis « chevalier de l'Empire ».
- Marc Sebbah, Anne Penesco, Malou Haine, Dietmar Fricke, Jacques Boncompain, Charles Porset et Françoise Karro-Pelisson, Nicolas Dalayrac, musicien murétain, homme des Lumières : Acte du colloque international organisé à Muret le 27 octobre 1990, Muret, Société Nicolas Dalayrac et la ville de Muret, 1991, XII-112 p., 30 cm (ISBN 2-909302-00-8, BNF 35473444).
- Jean Kriff, « Nicolas d’Alayrac, l’inusable », Humanisme, s.l., Grand Orient de France, no 286,‎ 3e trimestre 2009, p. 75-81 (ISSN 0018-7364, DOI 10.3917/huma.286.007, lire en ligne , consulté le 17 juin 2021) via Cairn.info.